# روابط آمریکای لاتین و ایالات متحده
روابط آمریکای لاتین و ایالات متحده از نظر تاریخی، روابط دوجانبه بین ایالات متحده و کشورهای مختلف آمریکای لاتین چند وجهی و پیچیده بوده، در برخی مواقع باهمکاری قوی منطقه ای و در برخی مواقع پر از تنش و رقابت اقتصادی و سیاسی است. اگرچه روابط بین دولت ایالات متحده و اکثر کشورهای آمریکای لاتین قبل از اواخر دهه۱۸۰۰ محدود بود، در قرن گذشته، ایالات متحده به‌طور غیررسمی بخش‌هایی از آمریکای لاتین را در حوزه نفوذ خود و در دوران جنگ سرد می‌دانست و فعالانه با اتحاد جماهیر شوروی برای نفوذ در نیمکره غربی رقابت کرد.
روابط بین ایالات متحده و اکثر کشورهای آمریکای لاتین (به استثنای برخی از کشورها مانند کوبا و ونزوئلا) روابط صمیمانه است، اما همچنان تنش بین دو طرف وجود دارد. آمریکای لاتین بزرگ‌ترین تأمین کننده خارجی نفت به ایالات متحده و شریک تجاری در حال رشد آن می باشدو همچنین بزرگ‌ترین منبع مواد مخدر و مهاجران ایالات متحده است، چه مستند و چه غیرقانونی، که همگی بر روابط دائمی در حال تحول بین این کشور و آمریکای لاتین است.

## بررسی اجمالی
تا پایان قرن نوزدهم، ایالات متحده روابط ویژه ای در درجه اول با مکزیک و کوبا داشت که عمدتاً از نظر اقتصادی به بریتانیا وابسته بود. ایالات متحده هیچ دخالتی در روند جدا شدن مستعمرات اسپانیایی و مستقل شدن در حدود سال۱۸۲۰ نداشت. با همکاری و کمک بریتانیا، ایالات متحده دکترین مونرو را در سال۱۸۲۳ صادر کرد و نسبت به ایجاد هرگونه مستعمره اروپایی اضافی در آمریکای لاتین هشدار داد.
تگزاس که توسط مستعمرات آمریکایی‌ها مستقر شده بود، در سال ۱۸۳۶ یک جنگ موفقیت‌آمیز برای استقلال از مکزیک انجام داد. مکزیک از به رسمیت شناختن استقلال خودداری کرد و هشدار داد که الحاق به ایالات متحده به معنای جنگ است. الحاق در سال۱۸۴۵ اتفاق افتاد و جنگ مکزیک و آمریکا در سال۱۸۴۶ آغاز شد. ارتش آمریکا به راحتی پیروز شد.نتیجه واگذاری مکزیک در سانتافه د نووو مکزیکو و آلتا کالیفرنیا بود. فرانسه از جنگ داخلی آمریکا (۱۸۶۱–۱۸۶۵) استفاده کرد و از ارتش خود برای تصرف مکزیک استفاده کرد. با توجه به شکست در اروپا، فرانسه نیروهای خود را بیرون کشید و امپریالیست‌ها و ماکسیمیلیان اول مکزیک را با شکست از جمهوری خواهان به رهبری بنیتو خوارز (با حمایت ایالات متحده) رها کرد.
مناقشه مرزی بین انگلیس و ونزوئلا در گوایانا اسکیبا در سال۱۸۹۵ برای اولین بار سیاست خارجی آمریکا را که به بیرون نگاه می‌کند، به ویژه در قاره آمریکا، نشان داد و ایالات متحده را به عنوان یک قدرت جهانی نشان داد. این اولین نمونه از مداخله گرایی مدرن تحت دکترین مونرو بود که در آن ایالات متحده از اختیارات ادعایی خود در قاره آمریکا استفاده می‌کرد. در اواخر قرن نوزدهم، رشد سریع اقتصادی ایالات متحده آمریکای لاتین را به‌طور فزاینده ای دچار مشکل کرد. یک اتحادیه پان-آمریکایی تحت حمایت آمریکا ایجاد شد، اما تأثیر کمی داشت، مانند جانشین آن، سازمان کشورهای آمریکایی.

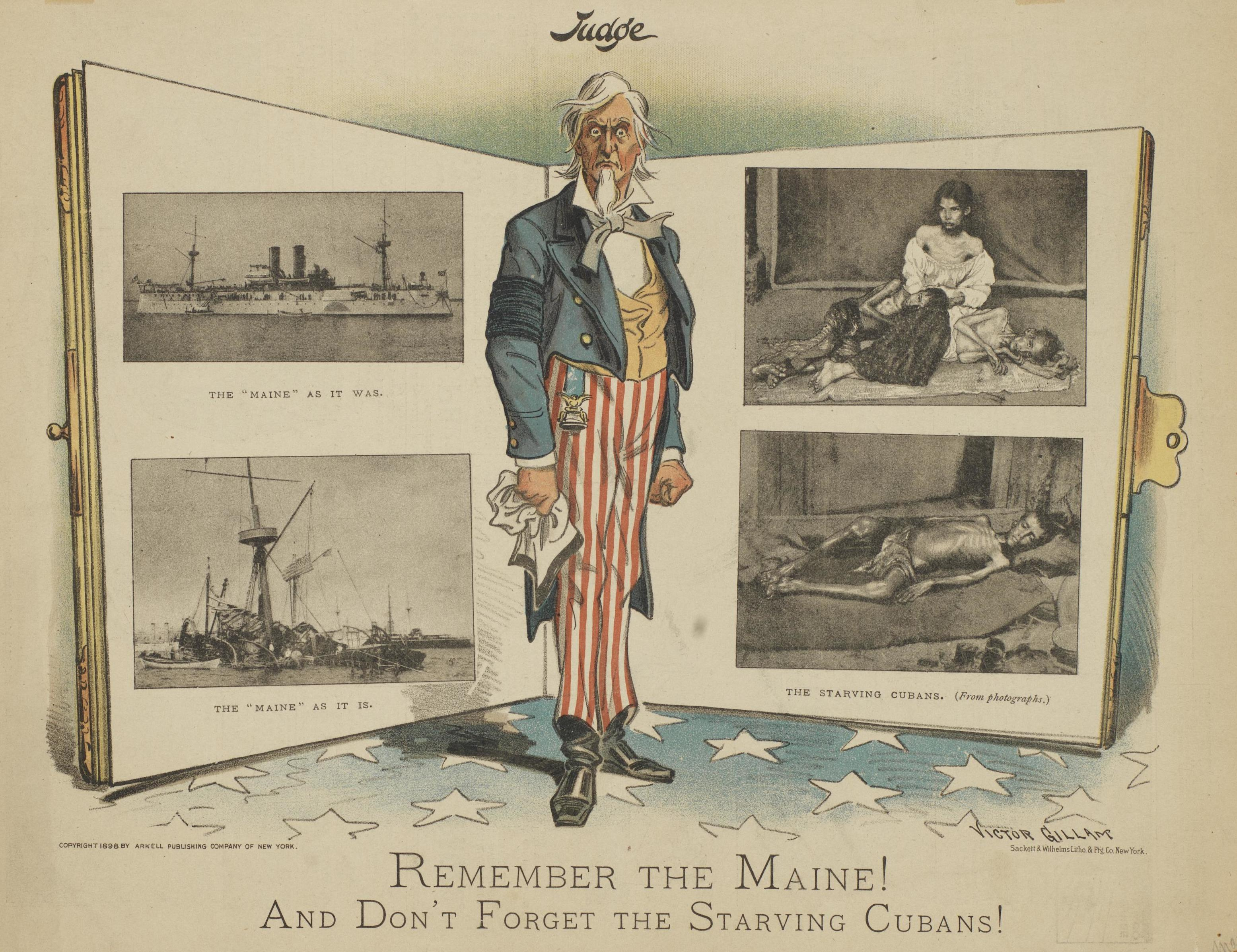
کارتون آمریکایی،منتشر شده در سال ۱۸۹۸: " مین را به خاطر بسپار! و کوبایی‌های گرسنه را فراموش نکنید!"

با تشدید ناآرامی‌ها در کوبا در دهه۱۸۹۰، ایالات متحده خواستار اصلاحاتی شد که اسپانیا قادر به انجام آنها نبود.نتیجه جنگ کوتاه اسپانیا و آمریکا در سال۱۸۹۸بود که در آن ایالات متحده پورتوریکو را تصاحب کرد و تحت قانون اصلاح پلات که به عنوان بخشی از لایحه تخصیص ارتش در سال۱۹۰۱تصویب شد، تحت الحمایه کوبا قرار گرفت. ساختمان کانال پاناما از سال۱۹۰۳توجه آمریکا را به خود جلب کرد. ایالات متحده شورشی را تسهیل کرد که پاناما را از کلمبیا مستقل کرد و منطقه کانال پاناما را به عنوان یک منطقه تحت مالکیت و اداره آمریکا ایجاد کرد که سرانجام در سال۱۹۷۹ به پاناما بازگردانده شد. این کانال در سال۱۹۱۴ افتتاح شد و عامل اصلی تجارت جهانی شد. ایالات متحده توجه ویژه ای به حفاظت از رویکردهای نظامی به کانال پاناما از جمله تهدیدات آلمان داشت. مکرراً کنترل موقت مالی چندین کشور به ویژه هائیتی و نیکاراگوئه را بدست گرفت.
انقلاب مکزیک در سال ۱۹۱۱ آغاز شد. منافع تجاری آمریکا را که در معادن و راه‌آهن مکزیک سرمایه‌گذاری کرده بودند، نگران کرد. دخالت ایالات متحده در انقلاب مکزیک، در میان سایر موارد نقض حاکمیت، حمایت سفیر از کودتا و ترور رئیس‌جمهور فرانسیسکو اول مادرو و اشغال نظامی وراکروز است. تعداد زیادی از مکزیکی‌ها از انقلاب جنگ زده به جنوب غربی ایالات متحده فرار کردند. در همین حال، ایالات متحده به‌طور فزاینده ای جایگزین بریتانیا به عنوان شریک تجاری و تأمین کننده مالی اصلی در سراسر آمریکای لاتین شد. ایالات متحده در دهه ۱۹۳۰ " سیاست همسایگی خوب " را اتخاذ کرد که به این معنی بود که روابط تجاری دوستانه بدون توجه به شرایط سیاسی یا دیکتاتوری ادامه می‌یابد. یکی از تأثیرات دو جنگ جهانی کاهش حضور اروپا در آمریکای لاتین و تحکیم روزافزون موقعیت ایالات متحده بود. فریدمن و لانگ خاطرنشان می‌کنند: «اعلام دکترین مونرو مبنی بر بسته بودن نیمکره به روی قدرت‌های اروپایی، که در سال ۱۸۲۳ متکبرانه بود، در آستانه جنگ جهانی اول، حداقل از نظر اتحادهای نظامی، مؤثر واقع شد». ایالات متحده در جنگ جهانی دوم کشورهای بزرگ را به عنوان متحد علیه آلمان و ژاپن به ثبت رساند. با این حال، برخی از کشورها مانند آرژانتین، شیلی، اکوادور، پاراگوئه، اروگوئه و ونزوئلا تنها در سال ۱۹۴۵ به قدرت‌های محور اعلان جنگ دادند (اگرچه بیشتر آنها قبلا روابط خود را قطع کرده بودند). دوران سیاست همسایگی خوب با تشدید جنگ سرد در سال ۱۹۴۵ به پایان رسید، زیرا ایالات متحده احساس می‌کرد نیاز بیشتری به محافظت از نیمکره غربی در برابر نفوذ اتحاد جماهیر شوروی و ظهور احتمالی کمونیسم وجود دارد. این تغییرات با اصل اساسی سیاست همسایگی خوب مبنی بر عدم مداخله در تضاد بود و به موج جدیدی از دخالت ایالات متحده در امور آمریکای لاتین منجر شد. در دهه ۱۹۵۰، ایالات متحده از سنت قبلی مداخله نظامی مستقیم به مداخلات مخفیانه و نیابتی در موارد گواتمالا (۱۹۵۴)، کوبا (۱۹۶۱)، گویان (۱۹۶۱–۱۹۶۴)، شیلی (۱۹۷۰–۱۹۷۳)و نیکاراگوئه (۱۹۸۱–۱۹۹۰)، تغییر مکان داد و همچنین تهاجمات نظامی آشکار به جمهوری دومینیکن (۱۹۶۵)، گرانادا (۱۹۸۳)، و پاناما (۱۹۸۹) داشت.
دهه اول جنگ سرد شاهد اجماع نسبی بالایی بین نخبگان ایالات متحده و آمریکای لاتین بود که بر ضد کمونیسم متمرکز بود، هر چند با اختلاف نظر در جهت‌گیری سیاست اقتصادی دهه‌های بعدی جنگ سرد شاهد سطوح بالاتری از خشونت در درگیری‌هایی بود که ابعاد جنگ سرد محلی، ایالات متحده-آمریکای لاتین و جهانی همپوشانی داشتند، که توسط مورخ تانیا هارمر به عنوان «جنگ سرد بین آمریکایی» یاد می‌شود. چرخش انقلاب کاسترو در کوبا پس از سال۱۹۵۹ به سمت کمونیسم شوروی، کوبا را از ایالات متحده بیگانه کرد، اگرچه واکنش‌ها به انقلاب در سراسر آمریکای لاتین بسیار متفاوت بود. تلاش برای تهاجم شکست خورد و در اوج جنگ سرد در سال۱۹۶۲،بحران موشکی کوبا تهدید به جنگ بزرگی شد زیرا اتحاد جماهیر شوروی برای دفاع از آن در برابر تهاجم آمریکا، سلاح‌های هسته‌ای را در کوبا نصب کرد. این بحران همچنین سیاست داخلی کشورهای آمریکای لاتین را تکان داد، جایی که دولت‌ها در ابتدا همدردی کمی با کوبا نشان دادند.هیچ تهاجمی وجود نداشت، اما ایالات متحده تحریم اقتصادی بر کوبا اعمال کرد که همچنان به قوت خود باقی است، و همچنین روابط دیپلماتیک را که تا سال۲۰۱۵ ادامه داشت، قطع کرد. ایالات متحده همچنین ظهور دولت‌های چپ‌گرا در آمریکای مرکزی را یک تهدید می‌دید و در برخی موارد، دولت‌های منتخب دموکراتیک را که در آن زمان به‌عنوان چپ‌گرا یا غیردوستانه با منافع ایالات متحده تلقی می‌شد، سرنگون کرد. بعنوان مثال می‌توان به کودتای ۱۹۵۴ گواتمالا، کودتای ۱۹۶۴ برزیل، کودتای ۱۹۷۳شیلی و حمایت شورشیان کنترا در نیکاراگوئه اشاره کرد. پس از سال۱۹۶۰، آمریکای لاتین به‌طور فزاینده ای مواد مخدر غیرقانونی، به‌ویژه ماری جوانا و کوکائین را به بازار ثروتمند آمریکا عرضه کرد. یکی از پیامدهای آن رشد باندهای بسیار خشن مواد مخدر در مکزیک و سایر بخش‌های آمریکای مرکزی بود که تلاش می‌کردند تا عرضه مواد مخدر را کنترل کنند. در دهه های۱۹۷۰ و۱۹۸۰، ایالات متحده به شدت از نیروهای خشن ضد کمونیست در آمریکای لاتین حمایت کرد. سقوط کمونیسم شوروی در سال های۱۹۸۹–۱۹۹۲ تا حد زیادی به تهدید کمونیستی پایان داد. قرارداد تجارت آزاد آمریکای شمالی (نفتا) در سال۱۹۹۴ اجرایی شد و حجم تجارت بین مکزیک، ایالات متحده و کانادا را به‌طرز چشمگیری افزایش داد. در دوره پس از جنگ سرد، پاستور و لانگ خاطرنشان کردند: «به نظر می‌رسید دموکراسی و تجارت آزاد تثبیت شده بودند، و به نظر می‌رسید که ایالات متحده راه خروجی از گرداب پیدا کرده‌است. اما همان‌طور که در دهه اول این قرن به پایان می‌رسد، این پیش‌بینی زودهنگام بنظر می‌رسد. دموکراسی دوباره به خطر افتاده‌است، تجارت آزاد متوقف شده و خروج از گرداب به وضوح مشخص نیست.»

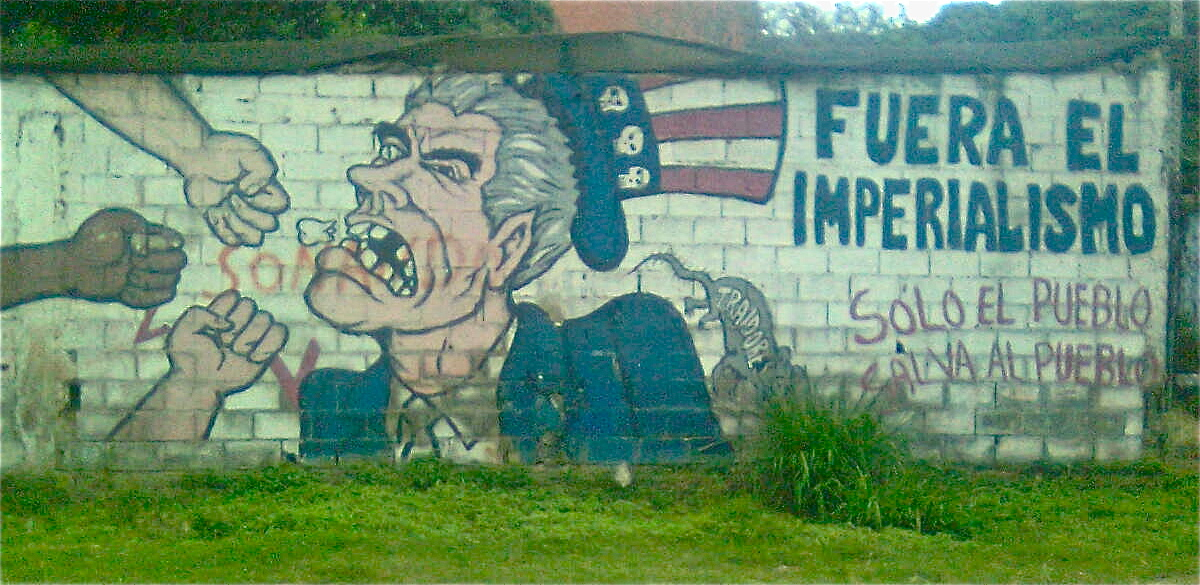
هنر خیابانی در ونزوئلا که عمو سام را به تصویر می‌کشد و دولت ایالات متحده را به امپریالیسم متهم می‌کند

تا این اواخر، چندین حزب چپ از طریق انتخابات قدرت را به دست آورده‌اند و ونزوئلا در زمان هوگو چاوز و جانشینش نیکلاس مادورو از آمریکا به‌ویژه سیاست خارجی ایالات متحده انتقاد کرده‌است. نیکاراگوئه، بولیوی و اکوادور در حال حاضر دارای دولت‌هایی هستند که گاهی اوقات به نظر می‌رسد که با ونزوئلا همسو هستند، در حالی که کوبا و ایالات متحده همچنان روابطی ندارند. دولت‌های چپ در کشورهایی مانند برزیل، پرو، پاراگوئه، آرژانتین و اروگوئه به‌طور قابل توجهی میانه روتر و بی‌طرف تر بودند.
دولت‌های راست میانه در آرژانتین، مکزیک، پاناما، شیلی و کلمبیا روابط نزدیک‌تری با ایالات متحده دارند و مکزیک بزرگ‌ترین شریک اقتصادی ایالات متحده در آمریکای لاتین و سومین شریک تجاری بزرگ آن پس از کانادا و چین است. به لطف توافقنامه تجارت آزاد آمریکای شمالی (نفتا) که در سال۱۹۹۴ با کانادا و مکزیک امضا شد، ایالات متحده از تجارت بدون عوارض گمرکی با مکزیک برخوردار شد. از سال۱۹۹۴، ایالات متحده قراردادهای تجارت آزاد قابل توجه دیگری را با شیلی در سال۲۰۰۴،پرو در سال ۲۰۰۷ و اخیراً با کلمبیا و پاناما در سال۲۰۱۱ امضا کرده‌است.
مهاجرت گسترده از آمریکای لاتین به ایالات متحده از اواخر قرن بیستم افزایش یافت. امروزه تقریباً ۱۸درصد از جمعیت ایالات متحده آمریکای لاتین تبار هستند، در مجموع بیش از ۵۰ میلیون نفر، اکثراً دارای پیشینه مکزیکی و آمریکای مرکزی هستند. علاوه بر این، بیش از ۱۰میلیون ها مهاجر غیرقانونی در ایالات متحده زندگی می‌کنند، اکثر آنها با منشأ لاتینی هستند. بسیاری از آنها پول را برای اعضای خانواده به خانه می‌فرستند و کمک قابل توجهی به اقتصاد داخلی کشورهای مبدأ خود می‌کنند. مهاجرت گسترده به ایالات متحده عمدتاً از مکزیک و کوبا صورت گرفت. جمعیت مهاجر کوچکتر، از السالوادور، جمهوری دومینیکن، گواتمالا و کلمبیا در ایالات متحده وجود دارد.
بیشتر آمریکای لاتین هنوز بخشی از سازمان کشورهای آمریکایی است و به معاهده کمک‌های متقابل بین آمریکایی که به عنوان پیمان ریو نیز شناخته می‌شود، متعهد است که دفاع از نیمکره را به استثنای بولیوی، کوبا، اکوادور، نیکاراگوئه فراهم می‌کند. مکزیک و ونزوئلا که همگی در دهه گذشته از این معاهده خارج شدند.
علاوه بر این، آرژانتین یکی از متحدان اصلی ایالات متحده خارج از ناتو است که نتیجه سیاست نزدیک شدن مجدد و ایجاد بازار آزاد به رهبری رئیس‌جمهور کارلوس منم در طول دهه ۱۹۹۰ بود. تبدیل شدن به یکی از بزرگ‌ترین مشارکت کنندگان در عملیات‌های حفظ صلح سازمان ملل متحد. پس از یک دوره بدتر شدن روابط در اواخر دهه ۲۰۰۰،انتخاب رئیس‌جمهور راست میانه مائوریسیو ماکری منجر به علاقه مجدد هر دو کشور به ادامه بهبود تجارت و روابط دوجانبه شد.

## قرن ۱۹ تا جنگ جهانی اول

### استقلال ونزوئلا
پس از وقایع انقلاب ۱۹ آوریل ۱۸۱۰، کاپیتان ژنرال ویسنته امپاران، که توسط جوزف بناپارت برای اداره کاپیتانی ژنرال ونزوئلا تعیین شده بود، توسط یک دولت شهری توسعه یافته در کاراکاس که خود را خونتای عالی برای حفظ حقوق ونزوئلا می‌نامید، عزل شد. فردیناند هفتم (La Suprema Junta Conservadora de los Derechos de Fernando VII). یکی از اولین اقدامات حکومت نظامی، فرستادن یک هیئت دیپلماتیک به ایالات متحده برای به رسمیت شناختن حکومت عالی کاراکاس به عنوان دولت قانونی ونزوئلا در غیاب پادشاه بود. خوان ویسنته بولیوار پالاسیوس، خوزه رافائل رونگا و تلسفورو اورئا موفق شدند دولت رئیس‌جمهور جیمز مدیسون را برای حمایت از حکومت عالی جلب کنند.

### استقلال شیلی
در سال۱۸۱۱، ورود جوئل رابرتز پوینست به سانتیاگو دی شیلی، آغاز دخالت ایالات متحده در سیاست شیلی بود. او توسط پرزیدنت جیمز مدیسون در سال۱۸۰۹ به عنوان یک مأمور ویژه به مستعمرات اسپانیای آمریکای جنوبی فرستاده شده بود تا چشم‌اندازهای انقلابیون را در مبارزه برای استقلال از اسپانیا بررسی کند.

### دکترین مونرو
دکترین مونرو در سال۱۸۲۳ که سیاست انزواطلبی ایالات متحده را آغاز کرد، لازم دانست که ایالات متحده از ورود به امور اروپا خودداری کند و از کشورهای نیمکره غربی در برابر مداخله نظامی خارجی محافظت کند
با وجود این، مداخلات اروپایی با حمایت ضمنی یا صریح ایالات متحده در کشورهای آمریکایی ادامه یافت. این مداخلات شامل برقراری مجدد حکومت بریتانیا بر جزایر فالکلند در سال ۱۸۳۳، محاصره دریایی فرانسه بنادر آرژانتین بین سال‌های ۱۸۳۹ و ۱۸۴۰، محاصره ریور پلیت توسط انگلیس و فرانسه از ۱۸۴۵ تا ۱۸۵۰، تهاجم نافرجام اسپانیا به دومینیکن است. جمهوری دومینیکن بین سال‌های۱۸۶۱ و۱۸۶۵،مداخله فرانسه در مکزیک بین سال‌های۱۸۶۲ و۱۸۶۵، و استقرار کنترل ولیعهد بریتانیا بر ساحل پشه‌ها در نیکاراگوئه و گوایانا اسکیبا در ونزوئلا در سال ۱۸۵۵ است.

### معاهده اندرسون-گوال
اکثر مردم آمریکای لاتین شاهد ثروتمندتر شدن همسایه شمالی خود (ایالات متحده) بوده‌اند. آنها شاهد ثروتمندتر شدن عناصر نخبه در جوامع خود بوده‌اند - اما مردی که در خیابان یا زمین در آمریکای لاتین امروز هنوز زندگی دست به دهان پدربزرگ بزرگ خود را دارد… آنها کمتر و کمتر می‌شوند. خوشحالم از موقعیت‌هایی که برای مثال، ۴۰ درصد زمین متعلق به ۱ درصد مردم است، و در آن، معمولاً یک پوسته بسیار نازک فوقانی در عظمت زندگی می‌کند در حالی که بیشتر دیگران در فقدان زندگی می‌کنند.
- سناتور ایالات متحده جی ویلیام فولبرایت، در سخنرانی در کنگره در مورد سیاست ایالات متحده در آمریکای لاتین
معاهده اندرسون-گوال (به‌طور رسمی، کنوانسیون عمومی صلح، دوستی، کشتیرانی و تجارت) یک معاهده سال ۱۸۲۴ بین ایالات متحده و کلمبیای بزرگ (کشورهای امروزی ونزوئلا، کلمبیا، پاناما و اکوادور) بود. این اولین معاهده دوجانبه ای بود که ایالات متحده با یک کشور دیگر آمریکایی منعقد کرد.
این معاهده در ۳ اکتبر ۱۸۲۴ در سانتافه دو بوگوتا توسط دیپلمات آمریکایی، ریچارد کلاف اندرسون جونیور، و وزیر ونزوئلا، پدرو گوال اسکاندون، امضا شد. توسط هر دو کشور تصویب شد و در ماه مه ۱۸۲۵ اجرا شد.
مفاد تجاری این معاهده وضعیت متقابل مورد علاقه‌ترین ملت را اعطا کرد و علیرغم انحلال کلمبیا بزرگ در سال۱۸۳۰ حفظ شد. این معاهده حاوی بندی بود که بیان می‌کرد به مدت ۱۲سال پس از تصویب توسط هر دو طرف لازم الاجرا خواهد بود؛ بنابراین قرارداد در سال۱۸۳۷ منقضی شد.

### کنگره داستانی پاناما
مفهوم اتحادیه بین‌المللی در دنیای جدید برای اولین بار توسط آزادی‌دهنده ونزوئلا، سیمون بولیوار مطرح شد که در کنگره پاناما در سال ۱۸۲۶ (هنوز بخشی از کلمبیا بزرگ است)، اتحادیه‌ای از همه جمهوری‌های آمریکا را با یک اتحادیه پیشنهاد کرد. نظامی، یک پیمان دفاعی متقابل و یک مجمع پارلمانی فراملی. رؤیای بولیوار در مورد اتحاد آمریکای لاتین به منظور متحد کردن کشورهای آمریکای لاتین در برابر قدرت‌های خارجی از جمله ایالات متحده بود. این جلسه با حضور نمایندگان کلمبیا بزرگ، پرو، بولیوی، استان‌های متحد آمریکای مرکزی و مکزیک برگزار شد، اما پیمان بزرگ با عنوان «پیمان اتحادیه، اتحادیه، و کنفدراسیون دائمی» در نهایت تنها توسط کلمبیا بزرگ تصویب شد. نمایندگان ایالات متحده در کنگره به دلیل سیاست داخلی در ایالات متحده به تعویق افتاد. اگرچه نمایندگان در نهایت توسط رئیس‌جمهور جان کوئینسی آدامز اعزام شدند، یکی (ریچارد کلاف اندرسون جونیور) در مسیر پاناما جان باخت، و دیگری (جان سرجنت) پس از پایان کنگره وارد شد. در این بین، چندین کشور اروپایی موفق شده بودند پیش از ایالات متحده با کشورهای تازه استقلال یافته آمریکای لاتین در مورد قراردادهای تجاری مذاکره کنند. رؤیای بولیوار به زودی با جنگ داخلی در کلمبیا بزرگ، تجزیه آمریکای مرکزی و ظهور دیدگاه‌های ملی، به جای دنیای جدید، در جمهوری‌های تازه استقلال یافته آمریکا پایه‌گذاری شد.

### جنگ مکزیک و آمریکا (آوریل ۱۸۴۶ - فوریه ۱۸۴۸)

نقشه کلی از جنگ مکزیک و آمریکا

تگزاس که عمدتاً توسط انگلیسی-آمریکایی‌ها سکنی گزیده بود، در سال ۱۸۳۶ یک جنگ موفقیت‌آمیز استقلالی علیه مکزیک انجام داد. مکزیک از به رسمیت شناختن استقلال خودداری کرد و هشدار داد که الحاق به ایالات متحده به معنای جنگ است. الحاق تگزاس به ایالات متحده در سال ۱۸۴۵ اتفاق افتاد. به‌طور قابل پیش‌بینی، جنگ به دنبال الحاق در سال ۱۸۴۶ رخ داد. در اثر یک کمین، ارتش آمریکا پیروز شد. در نتیجه رئیس‌جمهور مکزیک در آن زمان، آنتونیو لوپز د سانتا آنا، ایالات متحده جدید توانست نیومکزیکو، آریزونا، کالیفرنیا و مناطق مجاور را خریداری کند. حدود ۶۰۰۰۰ مکزیکی در قلمروهای جدید باقی ماندند و شهروند ایالات متحده شدند. در سال ۱۸۶۲، نیروهای فرانسوی به رهبری ناپلئون سوم به مکزیک حمله کردند و آن را فتح کردند و کنترل را به امپراتور ماکسیمیلیان اول، پادشاه، واگذار کردند. واشینگتن این موضوع را به عنوان نقض دکترین مونرو محکوم کرد، اما به دلیل جنگ داخلی آمریکا نتوانست مداخله کند. در سال ۱۸۶۵، ایالات متحده یک ارتش رزمی بزرگ را در مرز مستقر کرد تا بر درخواست خود مبنی بر خروج فرانسه تأکید کند. فرانسه خارج شد و ملی گرایان مکزیکی ماکسیمیلیان را اعدام کردند.

### مانیفست اوستنده
مانیفست اوستند در سال۱۸۵۴ پیشنهادی بود که توسط دیپلمات‌های آمریکایی منتشر شد که درآن پیشنهاد ایالات متحده برای خرید کوبا از اسپانیا پیشنهاد می‌شد، در حالی که تلویحاً نشان می‌داد که درصورت امتناع اسپانیا، ایالات متحده باید اعلام جنگ کند. چیزی از آن در نیامد. ازنظر دیپلماتیک، ایالات متحده راضی بود که جزیره را تا زمانی که به قدرت قوی‌تری مانند بریتانیا یا فرانسه نرسد، دردست اسپانیا باقی بماند.

### جنگ اقیانوس آرام (۱۸۷۹–۱۸۸۳)
ایالات متحده تلاش کرد تا به جنگ اقیانوس آرام در سال۱۸۷۹ پایان دهد، عمدتاً به دلیل منافع تجاری ایالات متحده در پرو، اما همچنین به این دلیل که رهبران آمریکایی نگران بودند که دولت بریتانیا کنترل اقتصادی منطقه را از طریق شیلی به دست گیرد. مذاکرات صلح زمانی با شکست مواجه شد که طبق یک شرط، شیلی باید سرزمین‌های فتح شده را بازگرداند. شیلیایی‌ها مشکوک بودند که ابتکار جدید ایالات متحده به یک سوگیری طرفدار پرو آلوده شده‌است. در نتیجه، روابط بین شیلی و ایالات متحده بدتر شد. شیلی در عوض از ایالات متحده خواست که بی‌طرف بماند و ایالات متحده که قادر به برابری با قدرت دریایی شیلی نیست، عقب‌نشینی کرد.

### سیاست برادر بزرگ
جیمز جی بلین، وزیر امور خارجه ایالات متحده، سیاست برادر بزرگ را در دهه۱۸۸۰ ایجاد کرد، با هدف جلب حمایت کشورهای آمریکای لاتین در پشت سر رهبری ایالات متحده و باز کردن بازارهای آمریکای لاتین به روی تاجران آمریکایی. بلین در سال ۱۸۸۱ به عنوان وزیر امور خارجه ایالات متحده در کابینه رئیس‌جمهور جیمز گارفیلد و دوباره از۱۸۸۹ تا۱۸۹۲ در کابینه رئیس‌جمهور بنجامین هریسون خدمت کرد. به عنوان بخشی از این سیاست، بلین اولین کنفرانس بین‌المللی کشورهای آمریکایی را در سال۱۸۸۹ ترتیب داد و به عنوان اولین رئیس‌جمهور رهبری کرد. بلین پس از موفقیت در روابط آنها، چند سال در مکزیک زندگی کرد.

### بحران ونزوئلا در سال۱۸۹۵

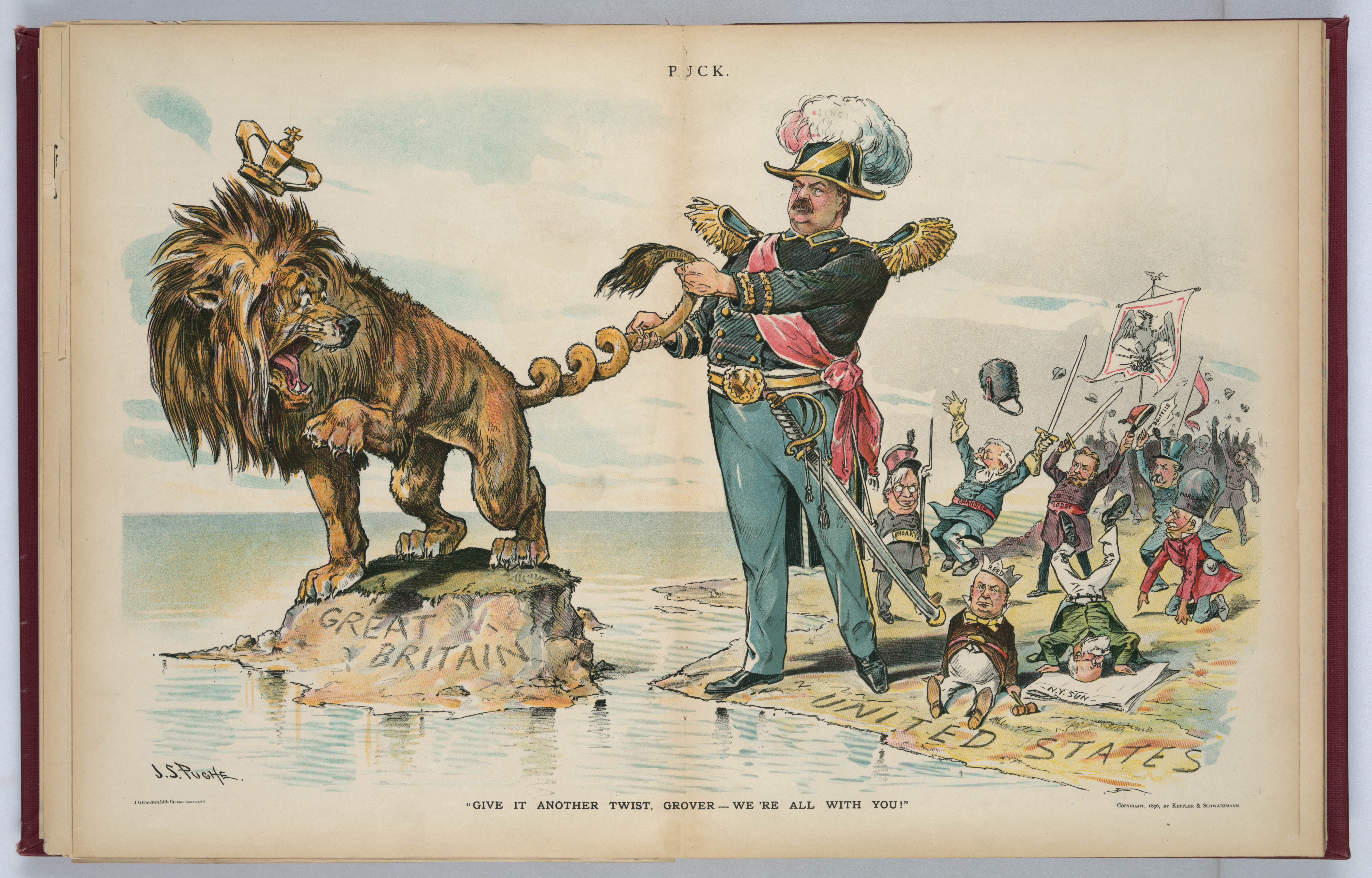
پرزیدنت کلیولند دم شیر بریتانیایی را می‌پیچاند، کارتون در پاک اثر جی اس پیو، ۱۸۹۵

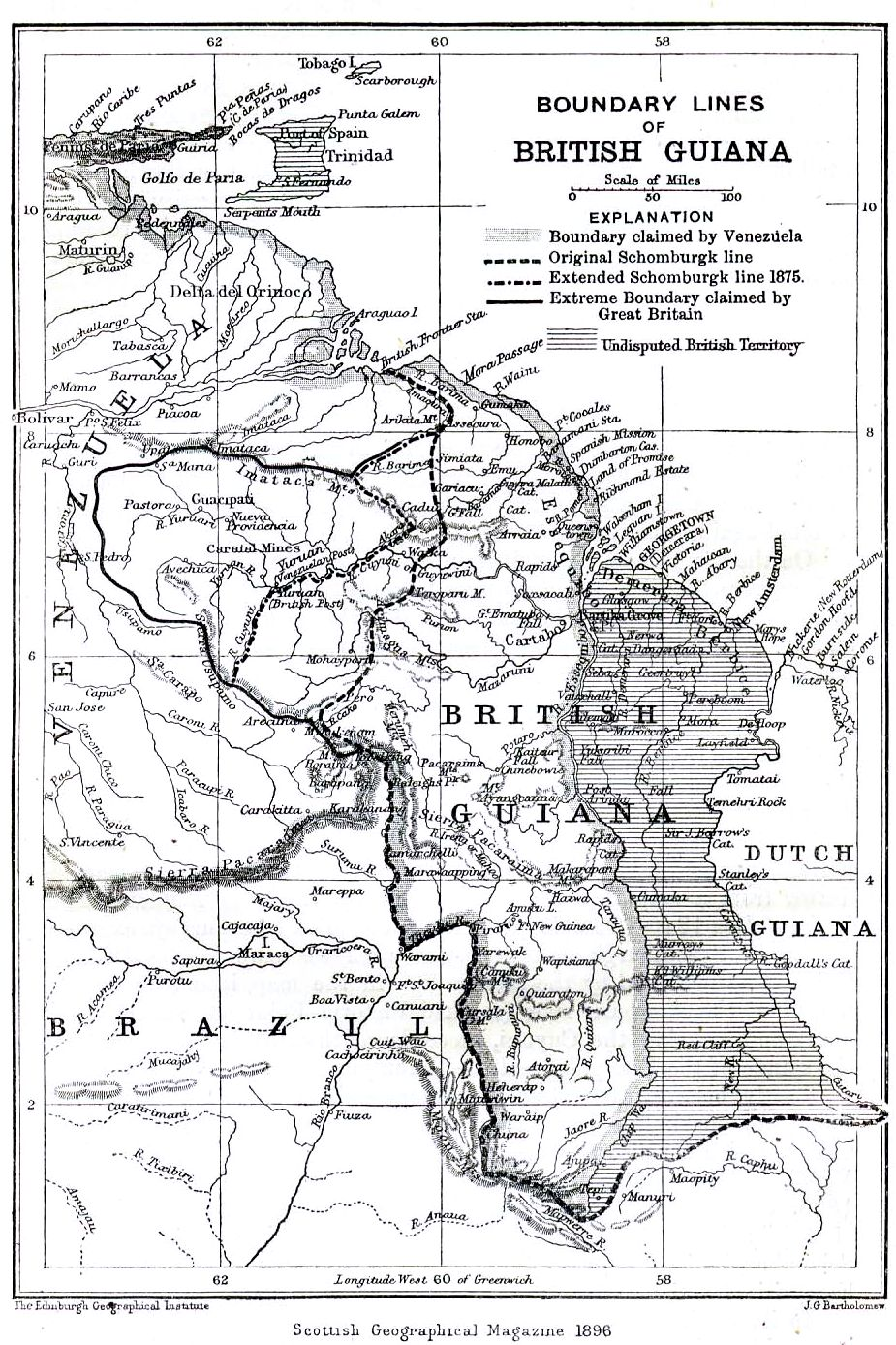
نمایش نقشه: مرز افراطی مورد ادعای بریتانیا مرز فعلی (تقریبا) و مرز شدید ادعا شده توسط ونزوئلا

بحران ونزوئلا در سال۱۸۹۵ به دلیل اختلاف طولانی مدت ونزوئلا با بریتانیا در مورد قلمرو اسکیبو و گوایان اسکیبا، رخ داد، که بریتانیا مدعی شد بخشی از گویان بریتانیا است و ونزوئلا آن را قلمرو ونزوئلا می‌دانست. از آنجایی که این اختلاف به یک بحران تبدیل شد، موضوع کلیدی خودداری دولت بریتانیا از گنجاندن قلمرو شرق «خط شومبورک» در داوری بین‌المللی پیشنهادی بود که یک نقشه‌بر نیم قرن قبل به عنوان مرزی بین ونزوئلا و ونزوئلا ترسیم کرده بود. قلمرو هلندی سورینام در ۱۷ دسامبر ۱۸۹۵، پرزیدنت گروور کلیولند سخنرانی خود را به کنگره ایالات متحده ایراد کرد که در آن دکترین مونرو و ارتباط آن با اختلاف را تأیید کرد. این بحران در نهایت باعث شد که لرد سالزبری، نخست‌وزیر بریتانیا، مداخله ایالات متحده برای اجبار داوری در کل سرزمین مورد مناقشه را پذیرفت و به‌طور ضمنی حق ایالات متحده برای مداخله تحت دکترین مونرو را پذیرفت. دادگاهی در سال۱۸۹۸ در پاریس تشکیل شد تا در این مورد تصمیم‌گیری کند و در سال۱۸۹۹ بخش عمده ای از قلمرو مورد مناقشه را به گویان بریتانیا اعطا کرد.برای اولین بار، مناقشه مرزی انگلیس و ونزوئلا، سیاست خارجی آمریکا را به‌ویژه در قاره آمریکا نشان داد که ایالات متحده را به عنوان یک قدرت جهانی نشان می‌دهد. این اولین نمونه از مداخله گرایی مدرن تحت دکترین مونرو بود که در آن ایالات متحده از اختیارات ادعایی خود در قاره آمریکا استفاده می‌کرد.

### جنگ اسپانیا و آمریکا (۱۸۹۸)
جنگ اسپانیا و آمریکا درگیری بین اسپانیا و ایالات متحده در سال۱۸۹۸ بود. خصومت‌ها پس از غرق شدن ناو یو اس اس مین در بندر هاوانا آغاز شد که منجر به مداخله آمریکا در جنگ استقلال کوبا شد. غرق شدن ناو یواس‌اس مین در ۱۵ فوریه رخ داد که منجر به کشته شدن ۲۶۶نفر شد و باعث شد ایالات متحده اسپانیا را مقصر بداند، زیرا این کشتی برای محافظت از جامعه ای از شهروندان آمریکایی در آنجا به هاوانا فرستاده شده بود. تصاحب املاک اسپانیا توسط آمریکا در اقیانوس آرام منجر به مشارکت این کشور در انقلاب فیلیپین و در نهایت در جنگ فیلیپین و آمریکا شد.
شورش‌ها علیه حکومت اسپانیا برای چند سال در کوبا رخ داده بود، همان‌طور که ماجرای ویرجینیوس در سال۱۸۷۳ نشان داد. در اواخر دهه ۱۸۹۰، روزنامه نگاران جوزف پولیتزر و ویلیام راندولف هرست که از روزنامه‌نگاری زرد، تبلیغات ضد اسپانیایی برای تحریک افکار عمومی ایالات متحده و تشویق به جنگ استفاده کردند. با این حال، مقالات هرست و پولیتزر در میان طبقه کارگر در شهر نیویورک منتشر شد و به مخاطب ملی نرسید.
پس از غرق شدن اسرارآمیز ناو جنگی یواس‌اس مین نیروی دریایی ایالات متحده در بندر هاوانا، فشارهای سیاسی از جانب حزب دموکرات، دولت ویلیام مک کینلی، رئیس‌جمهور جمهوریخواه را وارد جنگی کرد که او می‌خواست از آن اجتناب کند. اسپانیا بارها و بارها قول داد که اصلاحات را انجام دهد، اما هرگز عمل نکرد. ایالات متحده با ارسال اولتیماتوم به اسپانیا خواستار تسلیم کنترل کوبا شد. ابتدا مادرید و سپس واشینگتن رسماً اعلام جنگ کردند.
اگرچه مسئله اصلی استقلال کوبا بود، جنگ ده هفته ای هم در کارائیب و هم در اقیانوس آرام درگرفت. قدرت دریایی ایالات متحده تعیین‌کننده بود و به نیروهای اعزامی اجازه داد تا درکوبا در برابر پادگان اسپانیایی که از قبل با حملات شورشیان کوبا در سراسر کشور روبرو شده بود و تب زرد بیشتر تلف شده بود، پیاده شوند. نیروهای برتر از نظر عددی کوبا، فیلیپین و ایالات متحده باوجود عملکرد خوب برخی از واحدهای پیاده‌نظام اسپانیایی و نبردهای شدید برای مواضعی مانند تپه سن خوان، توانستند سانتیاگو دو کوبا و مانیل را تسلیم کنند.باغرق شدن دو اسکادران منسوخ اسپانیایی در سانتیاگو دو کوبا و خلیج مانیل و سومین ناوگان مدرن تر که برای محافظت از سواحل اسپانیا به خانه فراخوانده شد، مادرید برای صلح شکایت کرد.
نتیجه معاهده۱۸۹۸ پاریس بود که بر اساس شرایط مطلوب ایالات متحده مورد مذاکره قرار گرفت، که به ایالات متحده اجازه کنترل موقت کوبا و واگذاری مالکیت پورتوریکو، گوام و جزایر فیلیپین را داد. واگذاری فیلیپین شامل پرداخت ۲۰ میلیون دلار (۶۲۲٬۱۶۰٬۰۰۰ دلار امروز) به اسپانیا توسط ایالات متحده برای پوشش زیرساخت‌های متعلق به اسپانیابود.
جنگ دقیقاً پنجاه و دو سال پس از آغاز جنگ مکزیک و آمریکا آغاز شد. این یکی از تنها پنج جنگ از دوازده جنگ ایالات متحده (علیه مجموعاً یازده ایالت مستقل) بود که به‌طور رسمی توسط کنگره اعلام شد.

### بحران ونزوئلا ۱۹۰۲–۱۹۰۳
اکثر مردم آمریکای لاتین شاهد ثروتمندتر شدن همسایه شمالی خود (ایالات متحده) بوده‌اند. آنها شاهد ثروتمندتر شدن عناصر نخبه در جوامع خود بوده‌اند - اما مردی که در خیابان یا زمین در آمریکای لاتین امروز هنوز زندگی دست به دهان پدربزرگ بزرگ خود را دارد… آنها کمتر و کمتر می‌شوند. خوشحالم از موقعیت‌هایی که برای مثال، ۴۰ درصد زمین متعلق به ۱ درصد مردم است، و در آن، معمولاً یک پوسته بسیار نازک فوقانی در عظمت زندگی می‌کند در حالی که بیشتر دیگران در فقدان زندگی می‌کنند.
- سناتور آمریکایی جی ویلیام فولبرایت در سخنرانی در کنگره دربارهٔ سیاست ایالات متحده در آمریکای لاتین

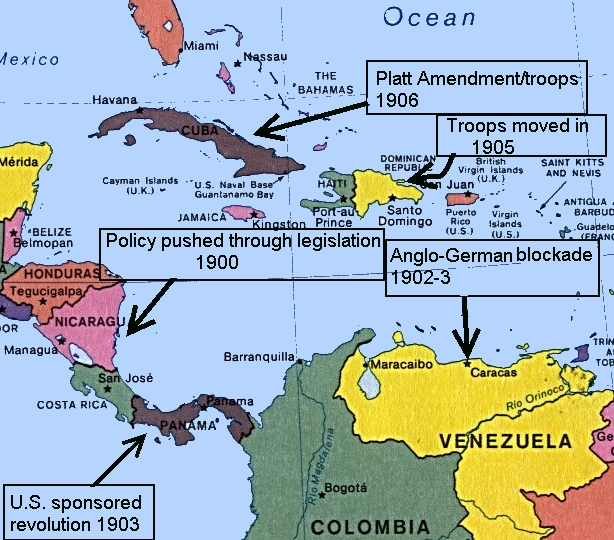
نقشه ای از آمریکای میانه که مکان‌هایی را نشان می‌دهد که تحت تأثیر مداخلات ایالات متحده قرار گرفته‌اند

بحران ونزوئلا ۱۹۰۲–۱۹۰۳ محاصره دریایی بود که توسط بریتانیا، آلمان و ایتالیا علیه ونزوئلا تحمیل شد و از دسامبر۱۹۰۲ تا فوریه۱۹۰۳ ادامه یافت. این محاصره نتیجه امتناع رئیس‌جمهور سیپریانو کاسترو از پرداخت بدهی‌های خارجی و خساراتی بود که شهروندان اروپایی در جنگ اخیر فدرال ونزوئلا متحمل شدند. کاسترو تصور می‌کرد که دکترین مونرو ایالات متحده باعث می‌شود ایالات متحده از مداخله نظامی اروپا جلوگیری کند، اما در آن زمان، رئیس‌جمهور روزولت دکترین را به جای دخالت فی نفسه به تصرف سرزمین‌های اروپایی تعبیر کرد. با وعده‌های قبلی مبنی بر اینکه چنین تصرفی رخ نخواهد داد، ایالات متحده اجازه داد که این اقدام بدون اعتراض انجام شود. محاصره به سرعت نیروی دریایی کوچک ونزوئلا را از کار انداخت، اما کاسترو حاضر به تسلیم نشد. درعوض، او دراصل موافقت کرد که برخی از ادعاها را به داوری بین‌المللی که قبلاً رد کرده بود، ارائه کند. آلمان در ابتدا به این امر اعتراض کرد، به‌ویژه به این دلیل که احساس می‌کرد برخی از ادعاها باید توسط ونزوئلا بدون داوری پذیرفته شود.
رئیس‌جمهور ایالات متحده تئودور روزولت با فرستادن ناوگان بزرگتر خود به فرماندهی دریاسالار جورج دیویی و تهدید بجنگ درصورت فرود آلمانی‌ها، کشورهای محاصره کننده را مجبور به عقب‌نشینی کرد.با شکست کاسترو در عقب‌نشینی، افزایش فشار ایالات متحده و انگلیس و واکنش مطبوعات آمریکا به این ماجرا، کشورهای محاصره کننده با مصالحه موافقت کردند. با این حال، محاصره در طول مذاکرات بر سر جزئیات مصالحه همچنان ادامه داشت. قرارداد پروتکل‌های واشینگتن در ۱۳ فوریه۱۹۰۳ امضا شد. این توافق محاصره را لغو کرد و ونزوئلا را موظف کرد ۳۰درصد از عوارض گمرکی خود را برای تسویه مطالبات متعهد کند. هنگامی که دادگاه دائمی داوری در لاهه متعاقباً رفتار ترجیحی را بقدرت‌های محاصره کننده در برابر ادعاهای سایر کشورها اعطا کرد، ایالات متحده نگران بود که این امر باعث تشویق مداخله اروپا در آینده شود. این حادثه محرک اصلی نتیجه روزولت و متعاقب آن سیاست بیگ استیک ایالات متحده و دیپلماسی دلاری در آمریکای لاتین بود.

### اصلاح پلات
در ۲ مارس۱۹۰۱،اصلاحیه پلات به عنوان بخشی از لایحه تخصیص ارتش در سال۱۹۰۱ بتصویب رسید. این ۷شرط برای خروج نیروهای ایالات متحده از کوبا در پایان جنگ اسپانیا و آمریکا و هشتمین شرط این بود که کوبا معاهده ای را برای پذیرش این ۷شرط امضا کند. این اصلاحیه شرایط روابط کوبا و ایالات متحده را اساساً نابرابر با تسلط ایالات متحده بر کوبا تعریف می‌کند. در ۲۵ دسامبر۱۹۰۱، کوبا قانون اساسی خود را اصلاح کرد تا حاوی متن اصلاحیه پلات باشد. در ۲۲ مه ۱۹۰۳، کوبا با ایالات متحده معاهده ای منعقد کرد که به ایالات متحده اجازه می‌داد به‌طور یکجانبه در امور کوبا مداخله کند و متعهد شد زمین‌هایی را برای پایگاه‌های دریایی در جزیره به نام گوانتانامو به ایالات متحده اجاره دهد.

### کانال پاناما

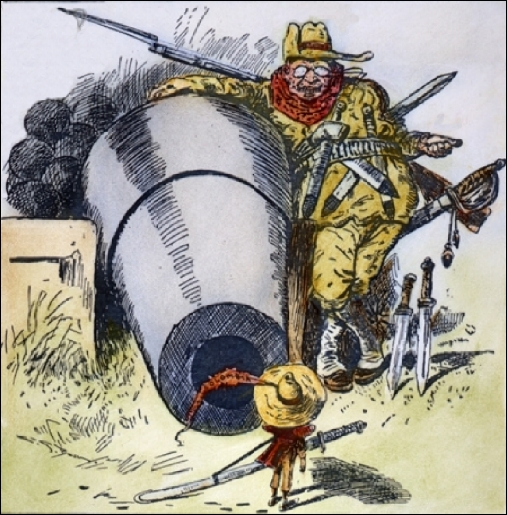
کارتون ۱۹۰۳،"برو، مرد کوچولو، و مرا اذیت نکن"، رئیس‌جمهور روزولت را در حال ترساندن کلمبیا برای تصاحب منطقه کانال نشان می‌دهد.

تئودور روزولت، که در سال۱۹۰۱ رئیس‌جمهور ایالات متحده شد، معتقد بود که یک کانال تحت کنترل ایالات متحده در سراسر آمریکای مرکزی یک منافع استراتژیک حیاتی برای ایالات متحده است. این ایده پس از انهدام ناو جنگی یواس‌اس انگیزه زیادی پیدا کردیواس‌اس در کوبا در ۱۵ فوریه ۱۸۹۸. یواس‌اس، یک کشتی جنگی مستقر در سانفرانسیسکو، به جای او اعزام شد، اما سفر در اطراف کیپ هورن ۶۷ روز طول کشید. اگرچه او به موقع برای پیوستن به نبرد خلیج سانتیاگو بود، این سفر فقط سه هفته از طریق پاناما طول می‌کشید. سفر از طریق کانالی در پاناما یا نیکاراگوئه زمان سفر را ۶۰ تا ۶۵ درصد کاهش می‌دهد و سفر را به ۲۰ تا ۲۵ روز کاهش می‌دهد.

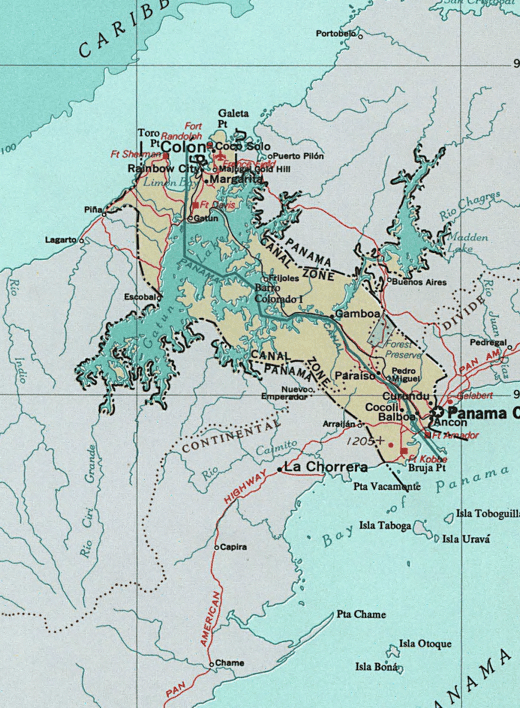
منطقه کانال پاناما، که بر اساس دلایل قانونی متزلزل ایجاد شد، پاناما را به دو نیم کرد و به حوادثی مانند روز شهدا و حمله ایالات متحده به پاناما منجر شد.

روزولت توانست تصمیم قبلی کمیسیون واکر را بنفع کانال نیکاراگوئه برگرداند و تلاش برای تصاحب کانال پاناما فرانسه را تحت فشار قرار دهد. پاناما درآن زمان بخشی ازکلمبیا بود، بنابراین روزولت مذاکراتی را باکلمبیایی‌ها برای کسب مجوز لازم آغاز کرد. در اوایل سال۱۹۰۳، معاهده هی-هران توسط هر ۲کشور امضا شد، اما سنای کلمبیا نتوانست این معاهده را تصویب کند.
به‌طور بحث‌برانگیزی، روزولت به شورشیان پانامایی اشاره کرد که اگر شورش کنند، نیروی دریایی ایالات متحده به آرمان آنها برای استقلال کمک خواهد کرد. پاناما در ۳ نوامبر۹۰۳ استقلال خود را اعلام کرد و یواس‌اس در آبهای محلی مانع از هرگونه دخالت کلمبیا شد.
پانامایی‌های پیروز با اجازه دادن به ایالات متحده بر منطقه کانال پاناما در ۲۳ فوریه ۱۹۰۴، به مبلغ ۱۰٬۰۰۰٬۰۰۰ دلار آمریکا (همان‌طور که در معاهده هی-بوناو-واریلا، امضا شده در ۱۸ نوامبر ۱۹۰۳، پیش‌بینی شده بود)، لطف خود را به روزولت برگرداندند.

### نتیجه روزولت
هنگامی که دولت ونزوئلا به رهبری سیپریانو کاسترو دیگر قادر به رفع خواسته‌های بانکداران اروپایی در سال۱۹۰۲ نبود، نیروهای دریایی بریتانیا، ایتالیا و آلمان در امتداد سواحل ونزوئلا محاصره کردند و حتی به استحکامات ساحلی شلیک کردند. نگرانی تئودور روزولت رئیس‌جمهور ایالات متحده از تهدید نفوذ آلمان به منطقه و واکنش‌های منفی فزاینده مطبوعات بریتانیا و آمریکا به این ماجرا منجر به توافق کشورهای محاصره کننده به مصالحه شد. این محاصره در جریان مذاکرات بر سر جزئیات بازپرداخت بدهی در پروتکل‌های واشینگتن حفظ شد.
رئیس‌جمهور ایالات متحده سپس در دسامبر۱۹۰۴ نتیجه دکترین مونرو روزولت را تدوین کرد که بر حق ایالات متحده برای مداخله در امور کشورهای آمریکای لاتین تأکید کرد.دکترین مونرو در وضعیت تغییر یافته خود، اکنون آمریکای لاتین را به عنوان آژانسی برای گسترش منافع تجاری ایالات متحده در منطقه، همراه باهدف اصلی اعلام شده خود برای حفظ هژمونی اروپا از نیمکره درنظر می‌گیرد. علاوه بر این،نتیجه، حق صریح ایالات متحده برای مداخله در درگیری‌های آمریکای لاتین را با اعمال قدرت پلیس بین‌المللی اعلام کرد.
روزولت برای اولین بار در سال۱۹۰۴ در جمهوری دومینیکن، که در آن زمان به شدت مقروض بود و تبدیل به یک ایالت شکست خورده شده بود.

### دیپلماسی تافت و دلار
از سال۱۹۰۹تا۱۹۱۳، پرزیدنت ویلیام هاوارد تافت و وزیر امور خارجه فیلاندر سی ناکس سیاست خارجی ای را دنبال کردند که به عنوان «دیپلماسی دلاری» شناخته می‌شود. تافت نظر ناکس (یک وکیل شرکتی که کنگلومرای غول پیکر یو.اس. استیل را تأسیس کرده بود) داشت که هدف دیپلماسی باید ایجاد ثبات در خارج از کشور و از طریق این ثبات، ارتقاء منافع تجاری آمریکا باشد. ناکس احساس کرد که هدف دیپلماسی نه تنها بهبود فرصت‌های مالی است، بلکه استفاده از سرمایه خصوصی برای پیشبرد منافع ایالات متحده در خارج از کشور است. «دیپلماسی دلاری» در مداخلات گسترده ایالات متحده در کوبا، آمریکای مرکزی و ونزوئلا، به ویژه در اقداماتی که دولت ایالات متحده برای حفاظت از منافع مالی آمریکا در منطقه انجام داد، مشهود بود. در دوران ریاست جمهوری خوان ویسنته گومز، ونزوئلا فضای بسیار مساعدی را برای فعالیت‌های ایالات متحده فراهم کرد، زیرا در آن زمان نفت در زیر حوضه دریاچه ماراکایبو در سال ۱۹۱۴ کشف شد. گومز با اعطای امتیازاتی به شرکت‌های نفتی خارجی توانست بدهی‌های سرسام آور ونزوئلا را کاهش دهد که باعث حمایت ایالات متحده و قدرت‌های اروپایی برای او شد. رشد صنعت نفت داخلی روابط اقتصادی آمریکا و ونزوئلا را تقویت کرد. علیرغم موفقیت‌ها، «دیپلماسی دلار» نتوانست با بی‌ثباتی اقتصادی و موج انقلاب در مکان‌هایی مانند مکزیک، جمهوری دومینیکن، نیکاراگوئه و چین مقابله کند.

### انقلاب مکزیک (۱۹۱۰–۱۹۲۰)

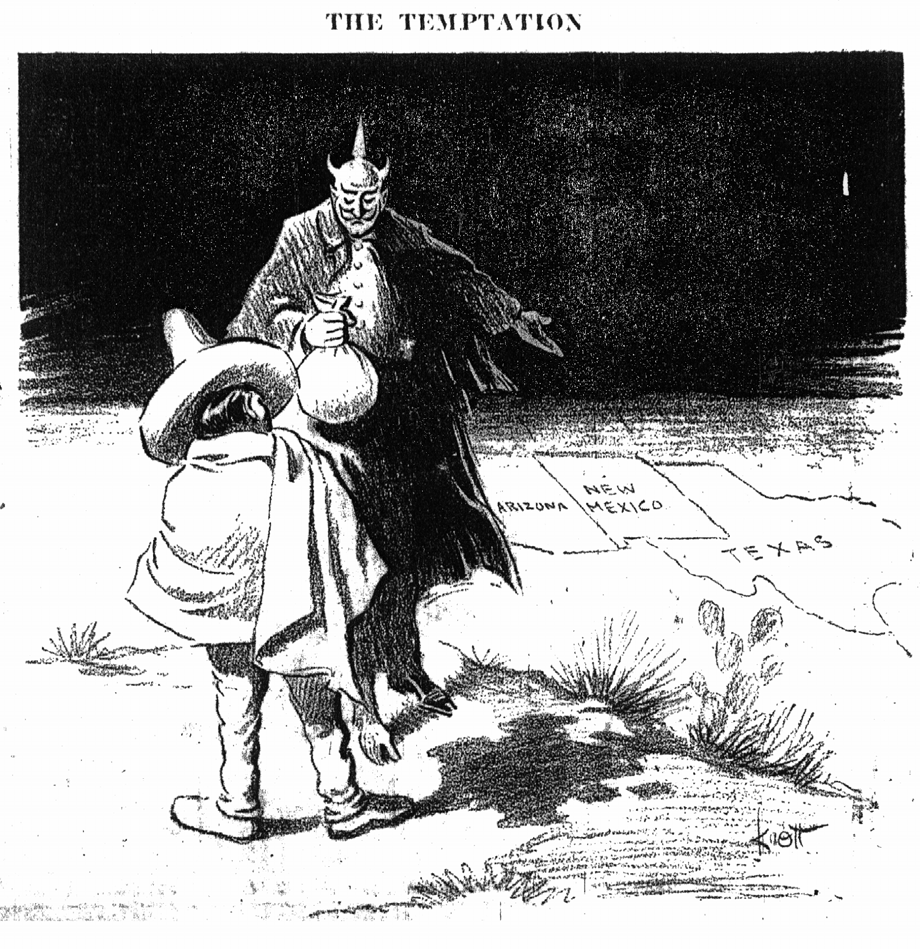
کاریکاتور سیاسی ۱۹۱۷ در مورد تلگرام زیمرمن منتشر شده در اخبار صبح دالاس

به نظر می‌رسد که ایالات متحده در طول انقلاب مکزیک سیاست متناقضی را در قبال مکزیک دنبال کرده‌است، اما در واقع این الگوی دیپلماسی ایالات متحده بود.«هر جناح پیروز بین سال‌های۱۹۱۰ و۱۹۱۹ از همدردی و در بیشتر موارد حمایت مستقیم مقامات ایالات متحده در مبارزه برای قدرت برخوردار بود.در هر مورد، دولت در واشینگتن به زودی دوستان جدید خود را با همان شدتی که در ابتدا در حمایت از آنها ابراز کرده بود، معطوف کرد." ایالات متحده زمانی که رژیم‌هایی را که به ایجاد آنها کمک کرد، مخالفت کرد، زمانی که آنها سیاست‌هایی را علیه منافع دیپلماتیک و تجاری ایالات متحده دنبال کردند.
زمانی که در مارس۱۹۱۱ مشخص شد که رژیم پورفیریو دیاز نمی‌تواند خشونت انقلابی را کنترل کند، ایالات متحده نیروهای خود را به مرز با مکزیک فرستاد. دیاز استعفا داد و راه را برای انتخابات آزاد باز کرد که فرانسیسکو اول مادرو را در نوامبر۱۹۱۱ به ریاست جمهوری رساند. سفیر ایالات متحده در مکزیک، هنری لین ویلسون، با نیروهای مخالف توطئه کرد تا رژیم مادرو را در فوریه۱۹۱۳، در طول آنچه به عنوان ده روز تراژیک شناخته می‌شود، سرنگون کنند.
ایالات متحده دو بار تحت ریاست وودرو ویلسون در مکزیک مداخله کرد. اولین بار اشغال وراکروز توسط ایالات متحده توسط نیروی دریایی در سال۱۹۱۴ بود. بار دوم، ایالات متحده یک عملیات تنبیهی را در شمال مکزیک در اکسپدیشن پانچو ویلا انجام داد که هدف آن دستگیری انقلابی شمالی بود که به کلمبوس، نیومکزیکو حمله کرده بود.

### جنگ‌های موز

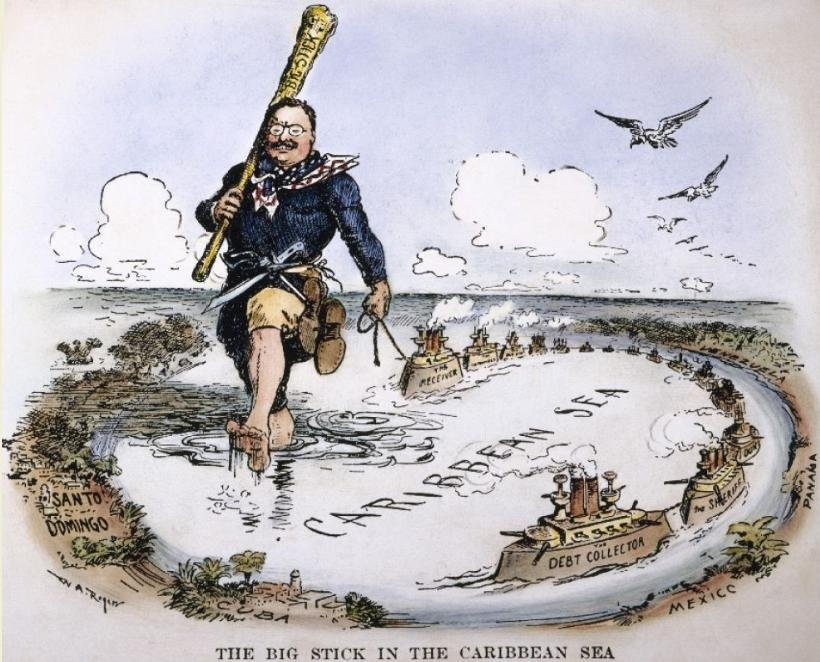
کارتون ۱۹۰۴ ویلیام آلن راجرز ایدئولوژی بیگ استیک را به عنوان اپیزودی در سفرهای گالیور بازسازی می‌کند.

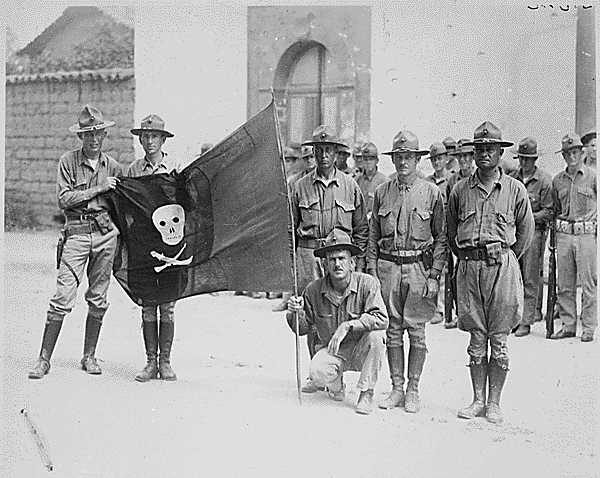
تفنگداران دریایی ایالات متحده با پرچم اسیر آگوستو سزار ساندینو در نیکاراگوئه در سال ۱۹۳۲.

در پایان قرن۱۹و آغاز قرن۲۰، ایالات متحده چندین مداخله نظامی را بر اساس اصول سیاست چوب بزرگ انجام داد که به جنگ‌های موز معروف شد. این اصطلاح از ارتباط بین مداخلات و حفظ منافع تجاری ایالات متحده ناشی شد. به عنوان مثال، کمپانی یونایتد فروت که دارای سهام مالی قابل توجهی در تولید موز، تنباکو، نیشکر و سایر محصولات کشاورزی در سراسر دریای کارائیب، آمریکای مرکزی و بخش‌های شمالی آمریکای جنوبی بود. شهروندان ایالات متحده که از امپریالیسم در دوران پیش از جنگ جهانی اول حمایت می‌کردند اغلب استدلال می‌کردند که این درگیری‌ها با کمک به ثبات به مردم آمریکای مرکزی و جنوبی کمک می‌کند. برخی از امپریالیست‌ها استدلال کردند که این مداخلات محدود درخدمت منافع ایالات متحده نیست و برای اقدامات گسترده درمنطقه استدلال می‌کردند. ضد امپریالیست‌ها استدلال می‌کردند که این اقدامات اولین گام به سمت استعمار آمریکا درمنطقه است.
برخی از ناظران مدرن استدلال کرده‌اند که اگر جنگ جهانی اول از شور و شوق آمریکا برای فعالیت‌های بین‌المللی کاسته نمی‌شد، این مداخلات ممکن بود به شکل‌گیری یک امپراتوری استعماری ایالات متحده منتهی شود، به طوری که کشورهای آمریکای مرکزی یا به ایالتی مانند هاوایی ضمیمه می‌شدند یا به سرزمین‌های آمریکا تبدیل می‌شدند. فیلیپین، پورتوریکو و گوام. با این حال، این دیدگاه به شدت مورد مناقشه است، به خصوص که پس از کاهش فعالیت در طول جنگ جهانی اول و پس از آن، دولت ایالات متحده مجدداً در دهه۱۹۲۰ مداخله کرد و بار دیگر اظهار داشت که هیچ جاه طلبی استعماری وجود ندارد. جنگ‌های موز با سیاست همسایگی خوب رئیس‌جمهور فرانکلین دی. روزولت در سال۱۹۳۳ پایان یافت. هیچ مستعمره رسمی آمریکا ایجاد نشده بود.
کشورهای درگیر در جنگ موز عبارتند از:
- کوبا – گاهی اوقات جزو جنگ‌های موز به حساب نمی‌آید، زیرا اصلاحیه پلات به ایالات متحده این حق را می‌دهد که در هر موقعیتی که استقلال کوبا تهدید می‌شود، مداخله نظامی کند.
- جمهوری دومینیکن
- هندوراس
- هائیتی
- نیکاراگوئه
- کلمبیا
- پاناما

اگرچه بسیاری از کشورهای دیگر در منطقه ممکن است تحت تأثیر موز یاسایر شرکت‌های آمریکایی قرار داشته باشند یاتحت تسلط آنها بوده باشند، هیچ سابقه مداخله نظامی ایالات متحده در این دوره درآن کشورها وجود ندارد.

## دهه ۱۹۳۰
رکود بزرگ، سفرهای نظامی خارج از کشور را برای ایالات متحده بسیار پرهزینه کرد. در ژانویه ۱۹۳۱،هنری استیمسون، وزیر امور خارجه وقت، اعلام کرد که تمام سربازان آمریکایی در نیکاراگوئه پس از انتخابات ۱۹۳۲ در کشور خارج خواهند شد. سیاست همسایه خوب، سیاست خارجی رئیس‌جمهور تازه منتخب آمریکا فرانکلین روزولت در قبال کشورهای آمریکای لاتین بود. ایالات متحده آرزوی بهبود روابط با همسایگان آمریکای لاتین خود را در زمان افزایش درگیری بین‌المللی داشت. ایالات متحده با کنار گذاشتن مداخله نظامی غیرمحبوب، سیاست پان آمریکنیسم خود را برای حفظ نفوذ خود به اجرا گذاشت. این سیاست از رهبران قوی داخلی، آموزش گاردهای ملی، نفوذ اقتصادی و فرهنگی، وام‌های بانک صادرات و واردات، نظارت مالی و براندازی سیاسی حمایت می‌کرد. سیاست همسایگی خوب به این معنی بود که ایالات متحده آمریکای لاتین را به شیوه‌ای صلح‌آمیزتر حفظ خواهد کرد. روزولت در ۴ مارس ۱۹۳۳ در سخنرانی افتتاحیه خود اظهار داشت: «در زمینه سیاست جهانی، من این ملت را به سیاست همسایه خوب تقدیم می‌کنم - همسایه ای که قاطعانه به خود احترام می‌گذارد و چون چنین می‌کند، حقوق را رعایت می‌کند. از دیگران.» این موضع توسط کوردل هال، وزیر امور خارجه روزولت، در کنفرانس ایالت‌های آمریکا در مونته ویدئو در دسامبر ۱۹۳۳ تأیید شد. هال این قطعنامه را تأیید کرد: «هیچ کشوری حق مداخله در امور داخلی یا خارجی دیگری را ندارد». در دسامبر ۱۹۳۳ روزولت اظهار داشت: «سیاست قطعی ایالات متحده از این پس، مخالف مداخله مسلحانه است.»

## جنگ جهانی دوم
سیاست پرزیدنت روزولت پس از ۱۹۳۹ توجه ویژه به آمریکای لاتین، دفع نفوذ آلمان، ایجاد یک جبهه متحد به نمایندگی از تلاش‌های جنگی و سپس جلب حمایت از سازمان ملل بود. فقط برزیل تعداد قابل توجهی از مردان را به مبارزه کمک کرد. اطلاعات بریتانیا از ترس‌های روزولت اطلاع داشت و در سال ۱۹۴۱ با تهیه نقشه جعلی که نشان دهنده برنامه‌های آلمان برای تسلط بر آمریکای جنوبی بود، از آنها سوء استفاده کرد. انتصاب نلسون راکفلر جوان توسط روزولت به ریاست دفتر هماهنگ‌کننده امور بین آمریکایی که از بودجه خوبی برخوردار بود، رهبری پرانرژی را به همراه داشت. در عمل راکفلر به روزولت گزارش داد و تا حد زیادی وزارت امور خارجه را نادیده گرفت. تبلیغات ضد فاشیستی یک پروژه بزرگ در سرتاسر آمریکای لاتین بود و توسط دفتر راکفلر اداره می‌شد. میلیون‌ها دلار خرج پخش‌های رادیویی و فیلم‌های سینمایی کرد، به این امید که مخاطبان زیادی را جذب کند. تکنیک‌های خیابان مدیسون باعث عقب‌نشینی در مکزیک شد، به‌ویژه، جایی که مردم محلی آگاه در برابر نفوذ شدید آمریکا مقاومت کردند. با این وجود، مکزیک یک متحد ارزشمند در جنگ بود. توافقی حاصل شد که به موجب آن ۲۵۰۰۰۰ شهروند مکزیکی ساکن ایالات متحده در نیروهای آمریکایی خدمت می‌کردند. بیش از ۱۰۰۰ نفر در جنگ کشته شدند. علاوه بر تبلیغات، مبالغ هنگفتی برای حمایت و توسعه اقتصادی اختصاص یافت. در کل، سیاست روزولت یک موفقیت سیاسی بود، به جز در آرژانتین، که نفوذ آلمان را تحمل کرد، و تا زمانی که جنگ عملاً تمام نشد، از پیروی از رهبری واشینگتن خودداری کرد.

### اخراج آلمانی‌ها
پس از اعلان جنگ ایالات متحده به آلمان در دسامبر۱۹۴۱،دفتر تحقیقات فدرال فهرستی از آلمانی‌ها در ۱۵کشور آمریکای لاتین را که مشکوک به فعالیت‌های خرابکارانه بودند تهیه کرد و خواستار اخراج آنها به ایالات متحده شد تا بازداشت شوند. در پاسخ، چندین کشور در مجموع ۴۰۵۸آلمانی را به ایالات متحده اخراج کردند که حدود ۱۰تا ۱۵درصد از آنها اعضای حزب نازی بودند، از جمله ده‌ها نفر از استخدام کنندگان بازوی خارج از کشور نازی‌ها و ۸نفر مظنون به جاسوسی. همچنین در میان آنها ۸۱ آلمانی یهودی بودند که اخیراً از آزار و اذیت آلمان نازی گریخته بودند. بخش عمده آن آلمانی‌های معمولی بودند که سال‌ها یا دهه‌ها در ایالات آمریکای لاتین ساکن بودند. برخی به این دلیل اخراج شدند که مقامات فاسد آمریکای لاتین از فرصت استفاده کردند و اموال آنها را تصرف کردند یا آمریکایی‌های لاتین معمولی به دنبال پاداش مالی بودند که اطلاعات آمریکا به مخبران پرداخت می‌کرد. آرژانتین، برزیل، شیلی و مکزیک در برنامه اخراج آمریکا شرکت نکردند.

## 1940-1960s: جنگ سرد و دکترین "دفاع نیمکره"
اکثر مردم آمریکای لاتین شاهد ثروتمندتر شدن همسایه شمالی خود (ایالات متحده آمریکا) بوده‌اند. آنها شاهد ثروتمندتر شدن عناصر نخبه در جوامع خود بوده‌اند - اما مردی که در خیابان یا زمین در آمریکای لاتین امروزی هنوز با وجود دست به دهان پدربزرگ بزرگش زندگی می‌کند. آنها کمتر و کمتر از موقعیت‌هایی راضی هستند که در آن، برای مثال، ۴۰درصد از زمین متعلق به ۱درصد مردم است، و در آن، به‌طور معمول، یک پوسته فوقانی بسیار نازک در عظمت زندگی می‌کند، در حالی که بیشتر دیگران در افتضاح زندگی می‌کنند.. - سناتور ایالات متحده جی. ویلیام فولبرایت، در سخنرانی در کنگره در مورد سیاست ایالات متحده در آمریکای لاتین 

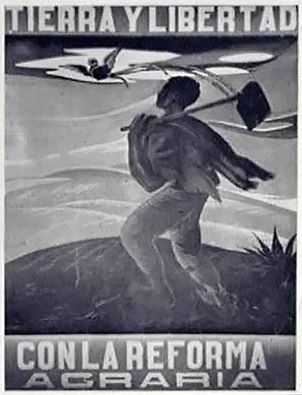
هنگامی که رئیس‌جمهور گواتمالا به صورت دموکراتیک منتخب یاکوبو آربنز اقدام به توزیع مجدد زمین کرد، در کودتای ۱۹۵۴ سیا گواتمالا سرنگون شد.

این به‌طور رسمی در سال۱۹۴۷ با دکترین ترومن تئوری سیاست "مهار" آغاز شد، جنگ سرد پیامدهای مهمی در آمریکای لاتین داشت. آمریکای لاتین توسط ایالات متحده آمریکا به عنوان بخشی کامل از بلوک غرب موسوم به "جهان آزاد" در نظر گرفته شد، برخلاف بلوک شرق، تقسیمی که با پایان جنگ جهانی دوم و کنفرانس یالتا در فوریه ۱۹۴۵ برگزار شد. ترومن اعلام کرد که "باید سیاست ایالات متحده باشد که از مردم آزاده ای حمایت کند که در برابر تلاش برای انقیاد توسط اقلیت‌های مسلح یا فشارهای خارجی مقاومت می‌کنند." ترومن برای خرج کردن ۴۰۰دلار تجمع کرد میلیون دلار برای مداخله در جنگ داخلی یونان، در حالی که سیا (که توسط قانون امنیت ملی در سال۱۹۴۷ ایجاد شد) مداخله در یونان اولین اقدام آن در ابتدای راه بود. ترومن با کمک به یونان، الگویی برای کمک ایالات متحده به رژیم‌هایی، صرف نظر از اینکه چقدر سرکوبگر و فاسد بودند، ایجاد کرد که برای مبارزه با کمونیست‌ها درخواست کمک می‌کردند. واشینگتن شروع به امضای یک سری معاهدات دفاعی با کشورهای سراسر جهان کرد، از جمله پیمان آتلانتیک شمالی در سال۱۹۴۹، که ناتو را ایجاد کرد، و پیمان آنزوس در سال۱۹۵۱ با استرالیا و نیوزیلند. مسکو به ناتو و طرح مارشال در اروپا با طرحی که شامل ایجاد معاهده اقتصادی کمکان و ائتلاف دفاعی پیمان ورشو و همچنین گردآوری کشورهای اروپای شرقی که تحت حوزه نفوذ آن قرار گرفته بودند، پاسخ داد. پس از محاصره برلین توسط اتحاد جماهیر شوروی، جنگ کره (۱۹۵۰–۱۹۵۳) یکی از اولین درگیری‌های جنگ سرد بود، در حالی که ایالات متحده جانشین فرانسه در جنگ ضدانقلابی علیه ویت مین در هندوچین شد.
در خود آمریکای لاتین، معاهده دفاعی ایالات متحده، معاهده کمک متقابل بین آمریکایی (معروف به پیمان ریو) در سال۱۹۴۷ بود که به عنوان معاهده «دفاع نیمکره» شناخته می‌شد. این رسمی شدن قانون Chapultepec بود که در کنفرانس بین آمریکایی در مورد مسائل جنگ و صلح در سال ۱۹۴۵ در مکزیکو سیتی به تصویب رسید. ایالات متحده سیاست دفاعی نیمکره ای را تحت دکترین مونرو حفظ کرده بود و در طول دهه ۱۹۳۰، از اقدامات محور برای همکاری نظامی با دولت‌های آمریکای لاتین، به ویژه تهدیدات استراتژیک آشکار علیه کانال پاناما، نگران شده بود. در طول جنگ، واشینگتن توانسته بود حمایت متفقین را از همه دولت‌های منفرد به جز اروگوئه، که بی‌طرف بود، کسب کند و مایل بود این تعهدات را دائمی کند. به استثنای ترینیداد و توباگو (۱۹۶۷)، بلیز (۱۹۸۱) و باهاما (۱۹۸۲)، هیچ کشوری که پس از سال ۱۹۴۷ مستقل شده باشد، به این معاهده نپیوسته‌است.
در آوریل۱۹۴۸،سازمان کشورهای آمریکایی(OAS) در جریان نهمین کنفرانس بین‌المللی کشورهای آمریکایی که در بوگوتا برگزار شد و توسط جورج مارشال وزیر امور خارجه ایالات متحده برگزار شد، ایجاد شد. کشورهای عضو متعهد شدند که با کمونیسم در قاره آمریکا مبارزه کنند. بیست و یک کشور آمریکایی منشور سازمان کشورهای آمریکایی را در ۳۰ آوریل۱۹۴۸ امضا کردند.
کودتای ۱۹۵۴ گواتمالا، که رئیس‌جمهور منتخب دموکراتیک گواتمالا (جاکوبو آربنز گوزمان) را در سال۱۹۵۴ سرنگون کرد، یکی از اولین اقدامات در یک سری طولانی مداخلات ایالات متحده در آمریکای لاتین در طول جنگ سرد بود. بلافاصله پس از سرنگونی محمد مصدق نخست‌وزیر ایران در سال۱۹۵۳.
زمینه: آربنز یک برنامه اجتماعی بلندپروازانه را دنبال کرد که بر توزیع درآمد و ناسیونالیسم اقتصادی متمرکز بود. پرزیدنت آربنز اولین مالیات بر درآمد را در گواتمالا ایجاد کرد و سعی کرد با ایجاد رقابت دولتی، انحصارات را بشکند. این شامل اصلاحات ارضی بود که به معنای سلب مالکیت بیش از ۴۰۰۰۰۰هکتار زمین از کمپانی یونایتد فروت (یک شرکت تولید موز مستقر در ایالات متحده) بود. دولت گواتمالا تعیین کرد که ارزش پولی این زمین‌ها ۱۱۸۵۰۰۰دلار است، در حالی که کمپانی یونایتد فروت اعتراض کرد و ادعا کرد که ارزش واقعی زمین‌ها ۱۹۳۵۵۰۰۰دلار است. اختلاف اصلی از این واقعیت ناشی شد که دولت گواتمالا ارزش زیادی برای زمین‌ها قائل نبود، زیرا آنها بلافاصله برای تولید استفاده نمی‌شدند. شرکت یونایتد فروت با این استدلال که برای جلوگیری از فرسودگی خاک و جدا نگه داشتن مزارع برای جلوگیری از انتشار بیماری‌های گیاهی به هکتارهای اضافی نیاز دارند، پاسخ داد. این درگیری منجر به افزایش تنش و مشاجره بین رئیس‌جمهور آربنز، شرکت یونایتد فروت و وزارت امور خارجه ایالات متحده شد. در پایان، دولت آیزنهاور با تأیید عملیات سری برای سرنگونی آربنز با استفاده از برخی از نیروهای شورشی گواتمالایی مستقر در هندوراس پاسخ داد. بخشی از منطق این اقدام این بود که دولت آربنز را یک تهدید کمونیستی می‌دانست. همان‌طور که بعداً در درگیری‌ها با کوبا، نیکاراگوئه و سایر کشورهای آمریکای لاتین اتفاق افتاد، تهدید بالقوه کمین بیش از حد توجیه کافی برای مداخله بود. در نهایت، نیروهای شورشی آربنز را از قدرت برکنار کردند، اصلاحات او را باطل کردند و یونایتد فروت زمین‌های مصادره شده خودرا پس گرفت.
همچنین بانک توسعه بین آمریکایی در سال۱۹۵۹ تأسیس شد.
در ژوئن ۱۹۶۰، کمیسیون حقوق بشر سازمان کشورهای آمریکایی گزارشی تند دربارهٔ نقض در جمهوری دومینیکن صادر کرد. این کمیسیون با حمایت وزارت خارجه آمریکا، دیکتاتور رافائل تروخیلو را به نقض آشکار و متعدد حقوق بشر علیه شهروندان جمهوری دومینیکن متهم کرد. تروخیو با حمایت فعالانه از یک سوء قصد علیه رئیس‌جمهور ونزوئلا، رومولو بتانکور، حامی اصلی گزارش، تلافی کرد. توطئه شکست خورد و دخالت تروخیو در توطئه در گزارش کمیته تحقیق شورای سازمان کشورهای آمریکایی (مجمع عمومی سازمان) علنی شد. این کمیته متشکل از نمایندگان ایالات متحده، آرژانتین، مکزیک، پاناما و اروگوئه، همدستی دومینیکن را تأیید کرد و مسئولیت را بر عهده «مقامات عالیه» در داخل دولت گذاشت. در پاسخ به فراخوان ونزوئلا برای اقدام جمعی، در ۲۰ اوت ۱۹۶۰، شورای سازمان کشورهای آمریکایی قطعنامه ای را تصویب کرد که به تحریم‌های دیپلماتیک و اقتصادی علیه دولت تروخیو استناد کرد. این قطعنامه که چهارده به یک تصویب شد (جمهوری دومینیکن مخالف بود در حالی که برزیل، آرژانتین، گواتمالا، هائیتی، پاراگوئه و اروگوئه رای ممتنع دادند)، اولین بار بود که سازمان چنین اقداماتی را علیه یک کشور عضو انجام می‌داد. رئیس‌جمهور دوایت دی. آیزنهاور برای نشان دادن حمایت، کلیه روابط اقتصادی و دیپلماتیک با جمهوری دومینیکن را به حالت تعلیق درآورد.
تروخیو در ۳۱ مه۱۹۶۱ توسط گروه کوچکی از توطئه گران به رهبری آنتونیو د لا مازا و آنتونیو ایمبرت باررا به قتل رسید. کودتای متعاقب آن نتوانست قدرت را به دست گیرد و همه توطئه گران به جز ایمبرت توسط رامفیس تروخیو، پسر دیکتاتور، که تا شش ماه بعد از طریق سمت خود به عنوان فرمانده نیروهای مسلح عملاً کنترل دولت را در دست داشت، پیدا و اعدام شدند. نیروها برادران تروخیو، هکتور بینونیدو و خوزه آریسمندی تروخیو، به کشور بازگشتند و بلافاصله شروع به توطئه علیه رئیس‌جمهور بالاگوئر کردند. در ۱۸ نوامبر۱۹۶۱، زمانی که یک کودتای برنامه‌ریزی شده آشکارتر شد، دین راسک، وزیر امور خارجه ایالات متحده هشداری صادر کرد مبنی بر اینکه اگر تروخیلوها تلاش کنند تا «سلطه دیکتاتوری» را بر جمهوری دومینیکن بازگردانند ایالات متحده «بیکار نخواهد ماند». بدنبال این هشدار و ورود یک نیروی ضربت دریایی چهارده کشتی آمریکایی در دید سانتو دومینگو، رامفیس و عموهایش در ۱۹ نوامبر با ۲۰۰ میلیون دلار از خزانه داری دومینیکن فرار کردند.

## دهه ۱۹۶۰: انقلاب کوبا
شعار «ما اجازه نمی‌دهیم کوبای دیگری» امکان انجام تجاوزاتی را بدون ترس از انتقام جویی، مانند آنچه که علیه جمهوری دومینیکن یا قبل از آن کشتار در پاناما انجام شد - و هشدار صریح مبنی بر آمادگی نیروهای یانکی برای انجام تجاوزات پنهان می‌کند. در هر نقطه از آمریکا که ممکن است رژیم حاکم تغییر کند، مداخله کنند و در نتیجه منافع آنها را به خطر بیندازند.
- چه گوارا، ۱۶ آوریل ۱۹۶۷

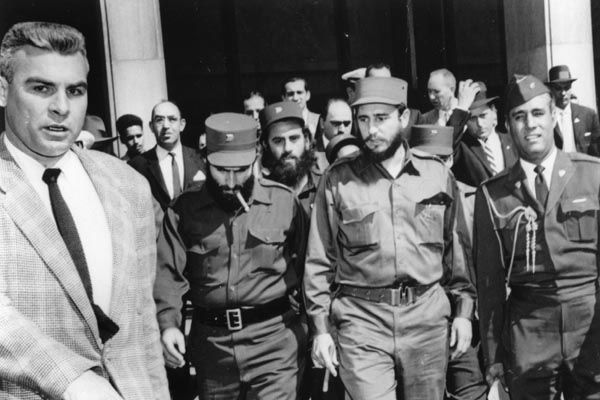
فیدل کاسترو در سفری به واشینگتن دی سی، اندکی پس از انقلاب کوبا در سال ۱۹۵۹

انقلاب۱۹۵۹ کوبا به رهبری فیدل کاسترو یکی از اولین شکست‌های سیاست خارجی آمریکا در آمریکای لاتین بود. در سال۱۹۶۱، کوبا به عضویت جنبش غیرمتعهدها که به تازگی ایجاد شده بود، شد، که پس از کنفرانس باندونگ در سال۱۹۵۵. پس از اجرای چندین اصلاحات اقتصادی، از جمله ملی شدن کامل توسط دولت کوبا، محدودیت‌های تجاری ایالات متحده بر کوبا افزایش یافت. ایالات متحده واردات شکر کوبا را که اقتصاد کوبا بیش از همه به آن وابسته بود، متوقف کرد. علاوه بر این، ایالات متحده از تأمین نفت مورد نیاز شریک تجاری سابق خود امتناع کرد و این امر تأثیر مخربی بر اقتصاد جزیره ایجاد کرد. در مارس۱۹۶۰، با انفجار کشتی باری لا کوبره در بندر هاوانا و کشته شدن بیش از ۷۵نفر، تنش‌ها افزایش یافت. فیدل کاسترو ایالات متحده را مقصر دانست و این حادثه را با غرق شدن ناو یواس‌اس مین در سال۱۸۹۸ مقایسه کرد که جنگ اسپانیا و آمریکا را تسریع کرده بود. او نتوانست مدرکی برای اتهام خود ارائه کند.در همان ماه، پرزیدنت دوایت دی. آیزنهاور به سیا اجازه داد تا پناهندگان کوبایی را بعنوان یک نیروی چریکی سازماندهی، آموزش و تجهیز کند تا کاسترو را سرنگون کند، که منجر به تهاجم ناموفق سال۱۹۶۱ به خلیج خوک‌ها شد که توسط رئیس‌جمهور جان اف کندی مجوز داده شد.
ما (ایالات متحده آمریکا) نه تنها از دیکتاتوری در کوبا حمایت کرده‌ایم، بلکه از دیکتاتورهای ونزوئلا، آرژانتین، کلمبیا، پاراگوئه و جمهوری دومینیکن حمایت کرده‌ایم. ما نه تنها فقر و پریشانی در کوبا را نادیده گرفتیم، بلکه در هشت سال گذشته نتوانستیم فقر و پریشانی را در سراسر نیمکره کاهش دهیم.
– رئیس‌جمهور جان اف کندی، ۶ اکتبر ۱۹۶۰
هر بار که دولت کوبا دارایی‌های ایالات متحده را ملی می‌کرد، دولت ایالات متحده اقدامات متقابلی را انجام می‌داد که منجر به ممنوعیت کلیه صادرات به کوبا در ۱۹ اکتبر۱۹۶۰ شد. در نتیجه، کوبا شروع به تحکیم روابط تجاری با اتحاد جماهیر شوروی کرد و ایالات متحده را به قطع تمام روابط دیپلماتیک رسمی باقی‌مانده سوق داد. در اواخر همان سال، دیپلمات‌های آمریکایی ادوین ال. سوئیت و ویلیام جی فریدمن به اتهام «تشویق اقدامات تروریستی، اعطای پناهندگی، تأمین مالی نشریات خرابکارانه و قاچاق سلاح» دستگیر و از جزیره اخراج شدند. ایالات متحده تدوین برنامه‌های جدیدی را با هدف بی‌ثبات کردن دولت کوبا آغاز کرد که در مجموع به عنوان «پروژه کوبا» (معروف به عملیات مونگوس) شناخته می‌شود. قرار بود این یک برنامه هماهنگ خرابکاری سیاسی، روانی و نظامی باشد که شامل عملیات اطلاعاتی و همچنین تلاش برای ترور رهبران کلیدی سیاسی می‌شد. پروژه کوبا همچنین حملات پرچم دروغین، معروف به عملیات نورث وودز را پیشنهاد کرد. گزارش کمیته اطلاعاتی منتخب سنای ایالات متحده بعداً بیش از هشت تلاش برای کشتن کاسترو بین سال‌های۱۹۶۰ و۱۹۶۵ و همچنین طرح‌های اضافی علیه دیگر رهبران کوبا را تأیید کرد.
علاوه براین سیاست تهاجمی نسبت به کوبا، جان اف کندی تلاش کرد تا اتحاد برای پیشرفت را اجرا کند، یک برنامه کمک اقتصادی که در یک کنفرانس بین آمریکایی در پونتا دل استه، اروگوئه، در اوت۱۹۶۱ به امضا رسید.

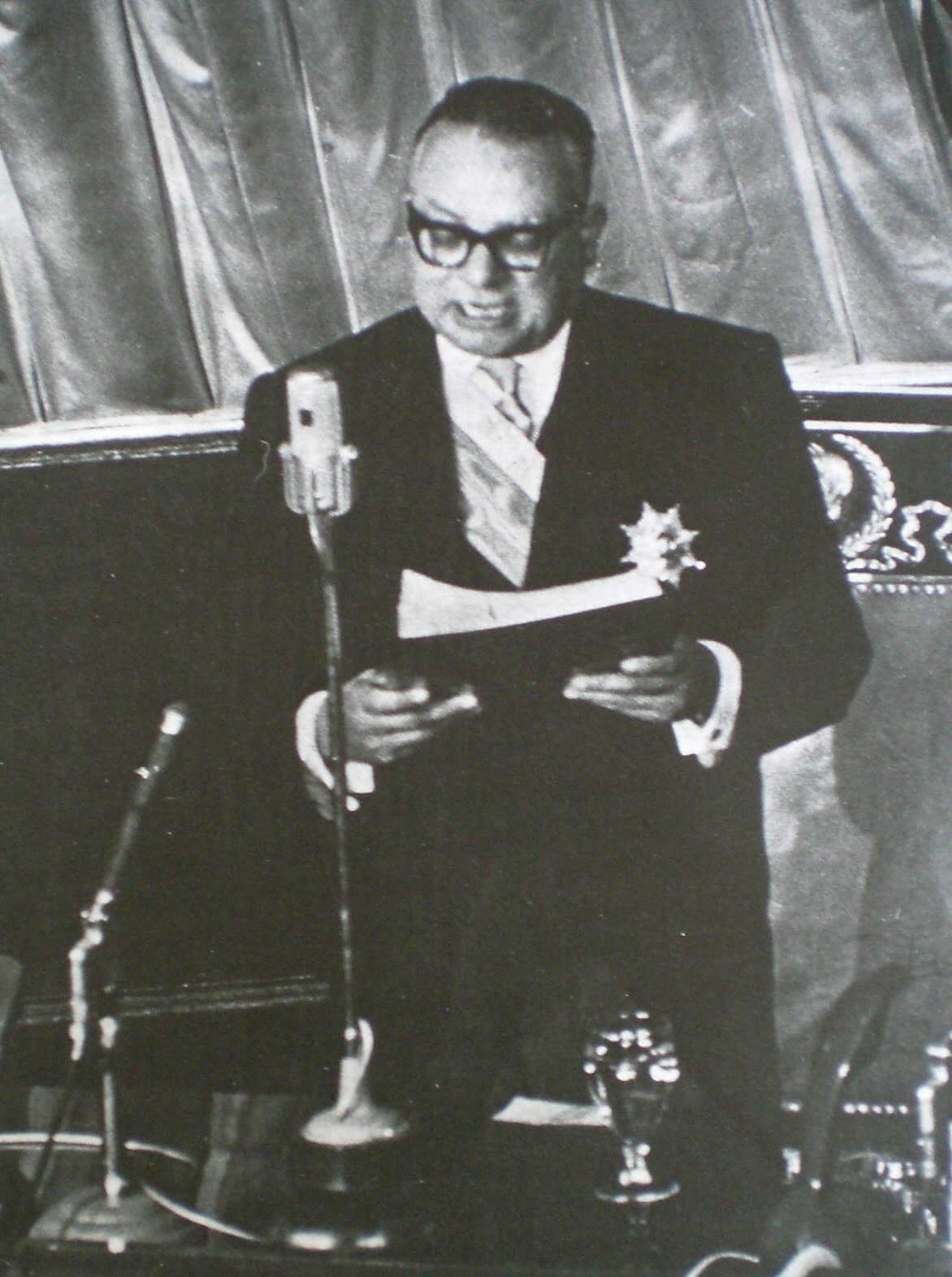
سخنرانی افتتاحیه رومولو بتانکور در سال ۱۹۵۹

در ونزوئلا، رئیس‌جمهور رومولو بتانکور با مخالفت قاطع افراط گرایان و واحدهای ارتش شورشی روبرو شد، با این حال او به تلاش برای اصلاحات اقتصادی و آموزشی ادامه داد. بخشی از حزب دولتی، اقدام دموکراتیک، جدا شد و جنبش چپ انقلابی (MIR) را تشکیل داد. هنگامی که چپ‌ها درگیر شورش‌های ناموفق در پایگاه‌های نیروی دریایی (ال بارسلونا،ال کاروپانازو،ال پورتنازو) بودند، بتانکور آزادی‌های مدنی را در سال ۱۹۶۲ به حالت تعلیق درآورد. سپس عناصر احزاب چپ، نیروهای مسلح برای آزادی ملی(FALN)، یک ارتش چریکی کمونیستی را تشکیل دادند تا دولت دموکراتیک بتانکورت را سرنگون کنند. این امر چپ‌ها را به زیرزمینی کشاند، جایی که آنها به فعالیت‌های چریکی روستایی و شهری، از جمله خرابکاری در خطوط لوله نفت، بمباران انبار سیرز روباک، ربودن سرهنگ آمریکایی مایکل اسمولن، تصرف ستاره فوتبال آلفردو دی استفانو، و بمباران سفارت ایالات متحده در کاراکاس پرداختند. نیروهای مسلح برای آزادی ملی نتوانست فقرای روستایی را جمع کند و انتخابات ریاست جمهوری ۱۹۶۳ را مختل کند.
پس از حملات متعدد، سرانجام اعضای مجمع ملی (ونزوئلا)و حزب کمونیست ونزوئلا (PCV) دستگیر شدند. مشخص شد که فیدل کاسترو به شورشیان مسلح شده‌است، بنابراین ونزوئلا به سازمان کشورهای آمریکایی (سازمان کشورهای آمریکایی) اعتراض کرد. در همان زمان، ایالات متحده روابط اقتصادی و/یا روابط دیپلماتیک خود را با چندین دیکتاتوری از سال ۱۹۶۱ تا ترور JFK در سال ۱۹۶۳، از جمله آرژانتین، جمهوری دومینیکن، اکوادور، گواتمالا، هندوراس و پرو قطع کرد. با این حال، این تعلیق‌ها فقط به‌طور موقت و برای دوره‌های تنها سه هفته تا شش ماه اعمال شد. با این حال، ایالات متحده در نهایت تصمیم گرفت که بهترین آموزش نظامیان آمریکای لاتین را در تاکتیک‌های ضد شورش در مدرسه قاره آمریکا آموزش دهد. در واقع، اتحاد برای پیشرفت شامل برنامه‌های کمک نظامی و پلیس ایالات متحده برای مقابله با کمونیسم، از جمله طرح LAZO در کلمبیا از سال ۱۹۵۹ تا ۱۹۶۴ بود.
مسابقه تسلیحات هسته ای دو ابرقدرت را به آستانه جنگ هسته ای رساند. در سال ۱۹۶۲، پرزیدنت جان اف کندی به نصب موشک‌های هسته ای در کوبا با محاصره دریایی پاسخ داد - نمایش قدرتی که جهان را به جنگ هسته ای نزدیک کرد. بحران موشکی کوبا نشان داد که هیچ‌یک از ابرقدرت‌ها به دلیل ترس از انتقام یکدیگر و در نتیجه نابودی تضمین شده دوجانبه، آماده استفاده از سلاح‌های هسته‌ای نیستند. پیامدهای بحران موشکی کوبا منجر به اولین تلاش‌ها برای خلع سلاح هسته ای و بهبود روابط شد. (پالموفسکی)

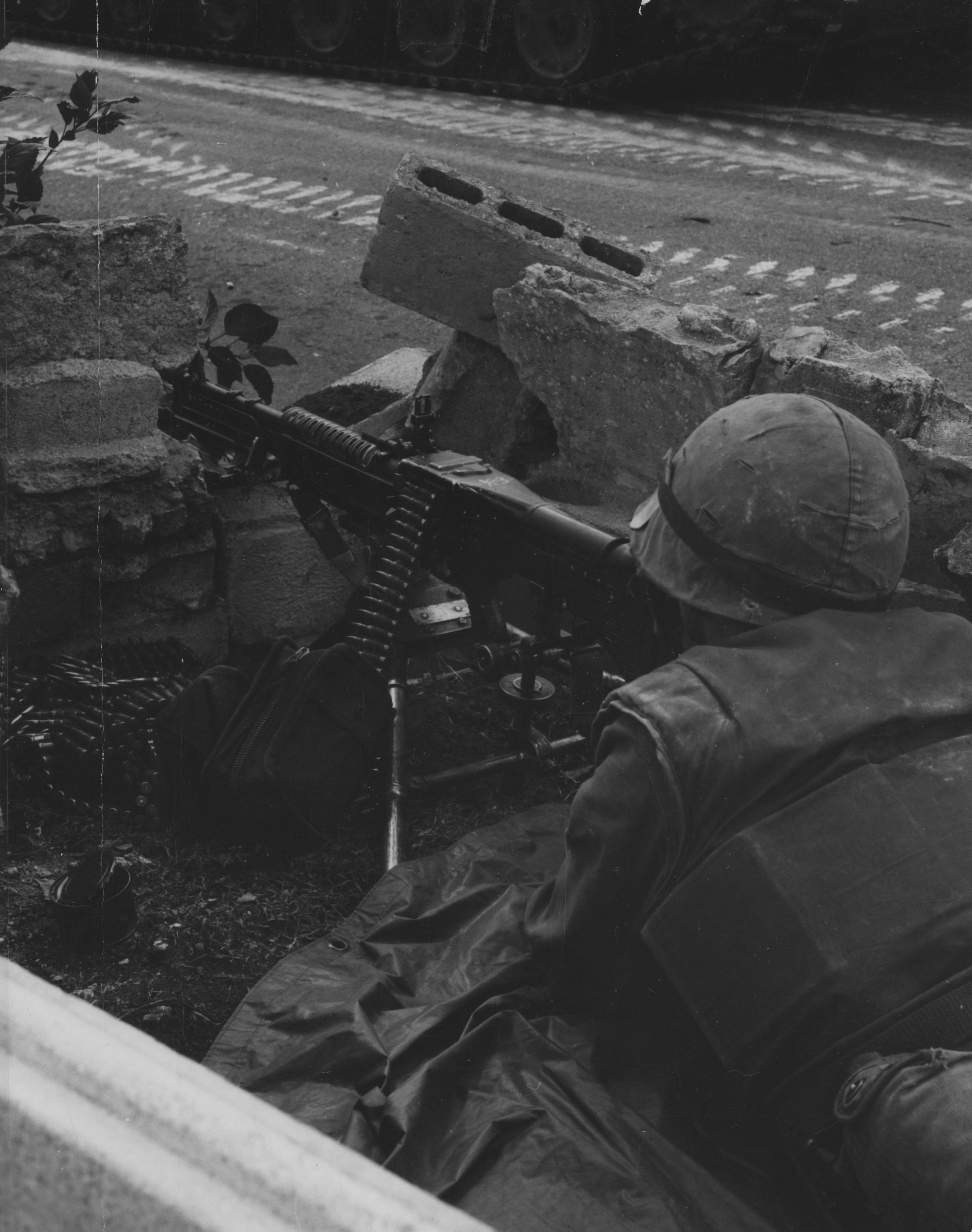
یک تیرانداز سنگین تفنگدار دریایی موقعیتی را در امتداد راهرو بین‌المللی بی‌طرف در سانتو دومینگو، ۱۹۶۵ نظارت می‌کند.

در سال ۱۹۶۴، در زمان پرزیدنت لیندون جانسون، برنامه تبعیض علیه رژیم‌های دیکتاتوری متوقف شد. در مارس ۱۹۶۴، ایالات متحده از کودتای نظامی در برزیل حمایت کرد و رئیس‌جمهور چپگرا، ژائو گولارت را سرنگون کرد و در صورت درخواست در عملیات برادر سام، آماده کمک بود. در سال ۱۹۶۵، ایالات متحده ۲۴۰۰۰ سرباز را به جمهوری دومینیکن اعزام کرد تا از تسلط احتمالی جناح چپ تحت عملیات Power Pack جلوگیری کند. پیش از این، سازمان کشورهای آمریکایی قطعنامه ای صادر کرده بود که در آن از جنگجویان خواسته بود به همه خصومت‌ها پایان دهند. در ۵ می، کمیته صلح سازمان کشورهای آمریکایی وارد سانتو دومینگو شد و دومین توافقنامه آتش‌بس قطعی امضا شد که به مرحله اصلی جنگ داخلی پایان داد. بر اساس قانون سانتو دومینگو، سازمان کشورهای آمریکایی وظیفه نظارت بر اجرای توافق صلح و همچنین توزیع غذا و دارو در پایتخت را بر عهده داشت. این معاهدات نتوانستند به‌طور کامل از تخلفاتی مانند آتش‌سوزی در مقیاس کوچک و شلیک تک تیرانداز جلوگیری کنند. یک روز بعد، اعضای سازمان کشورهای آمریکایی نیروی صلح بین آمریکایی (IAPF) را با هدف خدمت به عنوان تشکیلات حافظ صلح در جمهوری دومینیکن تأسیس کردند.IAPF متشکل از ۱۷۴۸ سرباز برزیلی، پاراگوئه، نیکاراگوئه، کاستاریکا، سالوادور و هندوراس بود و توسط ژنرال برزیلی هوگو پاناسکو آلویم رهبری می‌شد و بروس پالمر به عنوان معاون فرمانده او خدمت می‌کرد.
در ۲۶ می، نیروهای ایالات متحده به تدریج از جزیره خارج شدند. اولین انتخابات پس از جنگ در ۱ ژوئیه ۱۹۶۶ برگزار شد که نامزد حزب اصلاح طلب، خواکین بالاگوئر، در مقابل رئیس‌جمهور سابق خوان امیلیو بوش گاوینو قرار گرفت. بالاگوئر پس از اینکه کارزار انتخاباتی خود را بر اساس وعده‌های آشتی بنا کرد، در انتخابات پیروز شد. در ۲۱ سپتامبر ۱۹۶۶، آخرین نیروهای حافظ صلح سازمان کشورهای آمریکایی از جزیره خارج شدند و به مداخله خارجی در درگیری پایان داد.
از طریق دفتر امنیت عمومی، سازمانی وابسته به نمایندگی ایالات متحده آمریکا برای انکشاف بین‌المللی و نزدیک به سیا، ایالات متحده به نیروهای امنیتی آمریکای لاتین کمک کرد و آنها را در مورد روش‌های بازجویی،کنترل شورش و ارسال مواد به آنها آموزش داد. دن میتریونه در اروگوئه به دلیل استفاده منظم از شکنجه بدنام شد.

## دهه ۱۹۷۰

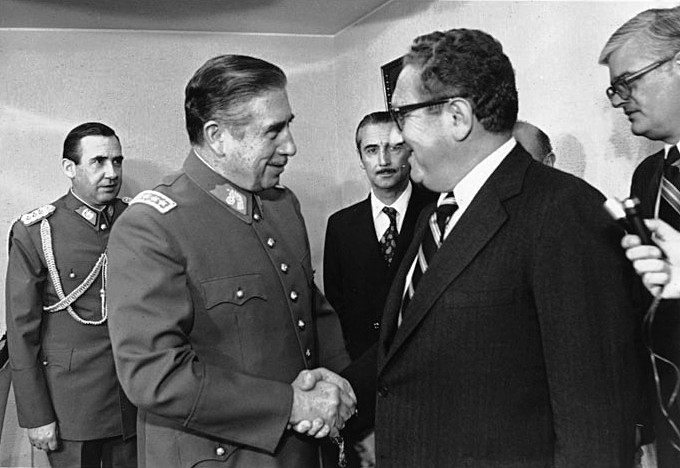
دیکتاتور شیلی آگوستو پینوشه درحال دست دادن با هنری کیسینجر وزیر امور خارجه ایالات متحده در سال ۱۹۷۶

در طول دهه ۱۹۷۰، ایالات متحده تلاش کرد تا گسترش آنچه را که "براندازان کمونیست" می‌نامید، متوقف کند، که منجر به حمایت آنها از دولت های راست شد. آنها همچنین از آگوستو پینوشه در کودتای ۱۹۷۳ شیلی علیه سالوادور آلنده، منتخب دموکراتیک، حمایت کردند. در پایان دهه ۱۹۷۰، بیشتر آمریکای جنوبی تحت‌ سلطه دیکتاتوری‌های نظامی بود. در پاراگوئه، آلفردو اشتروسنر از سال 1954 قدرت را در دست داشت. در برزیل، رئیس‌جمهور چپ‌گرا ژوآو گولارت با کودتای ۱۹۶۴ برزیل با کمک ایالات متحده در عملیات برادر سام سرنگون شد. در بولیوی، هوگو بانزر ژنرال چپ‌گرا خوان خوزه تورس را در سال 1971 سرنگون کرد.و حتی در اروگوئه، که "سوئیس" آمریکای جنوبی محسوب می‌شود، خوان ماریا بوردابری در کودتای 27 ژوئن 1973 قدرت را به دست گرفت. در پرو، ژنرال چپ‌گرا خوان ولاسکو آلوارادو که از سال 1968 در قدرت بود، برنامه‌ریزی کرد تا از ارتش پرو که اخیراً قدرتمند شده‌ بود برای غلبه بر نیروهای مسلح شیلی در تهاجم برنامه‌ریزی‌ شده به شیلی پینوشه‌ استفاده کند. از سال ۱۹۷۵، «جنگ کثیف» در سراسر شبه‌قاره به راه افتاد، به نام عملیات کندور، توافقی بین سرویس‌های امنیتی مخروط جنوبی و سایر کشورهای آمریکای جنوبی برای سرکوب و ترور مخالفان سیاسی تبعیدی، که مورد حمایت سیا قرار گرفت. نیروهای مسلح همچنین در سال ۱۹۷۶ قدرت را در آرژانتین به‌دست گرفتند. سپس از «کودتای کوکائین» 1980 لوییس گارسیا مزا تیجادا در بولیوی، قبل از آموزش «کنتراها» در نیکاراگوئه، جایی که جبهه آزادی‌بخش ملی ساندینیستا، به رهبری دانیل اورتگا، در سال ۱۹۷۹ قدرت را در دست گرفته بود، و همچنین ارتش در گواتمالا، حمایت کرد. و در السالوادور، ایالات متحده به‌شدت از دولت‌های راست در طول جنگ داخلی سالوادور و جنگ های داخلی گواتمالا که در دهه ۱۹۹۰ پایان یافت، حمایت کرد.
با انتخاب رئیس‌جمهور جیمی کارتر در سال ۱۹۷۷، ایالات متحده برای مدت کوتاهی حمایت‌های خود از رژیم های مستبد در آمریکای لاتین را تعدیل کرد. در آن سال بود که دادگاه بین‌آمریکایی حقوق بشر، آژانسی از OAS، ایجاد شد. در همان زمان، صداها در ایالات متحده شروع به محکوم کردن نقض حقوق بشر توسط پینوشه کردند، به‌ویژه پس از ترور اورلاندو لتلیه، وزیر امور خارجه سابق شیلی در سال ۱۹۹۶ در واشینگتن، دی.سی.